# ログ・ホライズン
『ログ・ホライズン』（LOG HORIZON）は、橙乃ままれによる日本のライトノベルおよびそれを原作としたメディアミックス作品。略称は「ログホラ」。初出は小説投稿サイト「小説家になろう」（2010年4月 - 更新停止）。ゲームデザイナーの桝田省治の紹介、監修により、書籍版がKADOKAWA（エンターブレイン）より、2011年3月からシリーズ刊行されている。書籍版のイラストはハラカズヒロ、モンスターデザインは橋本モチチが担当している。『このWeb小説がすごい！』全Web小説ベストランキングでは4位を獲得している。2015年9月時点でシリーズ累計部数は160万部を突破している。MMORPGのルールが現実化している剣と魔法の世界「エルダー・テイル」を舞台とする。

## 来歴
『ログ・ホライズン』は2010年4月、小説投稿サイト「小説家になろう」に最初の章が投稿され、連載が始まった。紙の書籍を書く練習として三幕構成をとり、9章で1冊分となるように執筆された。連載開始後、ゲームデザイナーの桝田省治がweb上に掲載されていた橙乃ままれの前作『まおゆう魔王勇者』に関心を持った。桝田は『まおゆう魔王勇者』、『ログ・ホライズン』の商業出版を企画し、関連作品の監修を引き受けた。2011年4月から、ハラカズヒロが挿絵を描いた書籍版がエンターブレインよりシリーズ刊行された。エンターブレインは「小説家になろう」での掲載中止を求めず、編集・校正前の原稿が無料で読める状態のままにされた。（一覧→原作小説）
橙乃ままれは、ファンによる二次創作を許可しており、二次創作作品の設定、キャラクターを作中に引用することもある。また、「小説家になろう」に掲載されていた二次創作作品の一作が書籍化された。（→外伝小説）
二次創作者からの要望もあり、設定の詳細がまとめられ、テーブルトークRPG『ログ・ホライズンTRPG』が発表された。（→テーブルトークRPG）
ハラカズヒロによりコミカライズされた。他に、3本のスピンオフ漫画シリーズが制作された。（→漫画）
テレビアニメ化もなされ、NHK Eテレで、2013年10月から第1シリーズ25話、2014年10月から第2シリーズ25話が放送され、2021年1月から3月まで第3シリーズが放送された。（→テレビアニメ）
また、ソーシャルゲーム化され、2015年3月19日より、『ログ・ホライズン 新たなる冒険の大地』というタイトルでGREEで配信されている。

## あらすじ
物語は（作中の現実世界で）人気MMORPG「エルダー・テイル」の有名プレイヤー城鐘恵が、自身のプレイヤーキャラクターである冒険者シロエの姿で、エルダー・テイルに登場する冒険者の街アキバにいることに気づくところから始まる。同じように、全世界数十万人、日本人だけでおよそ3万人のプレイヤーが冒険者となるが、ゲームで手に入れた強大な力は、法のない世界で混乱と無秩序をまねく。この世界がゲームの設定に酷似していても異世界であり、自分たちがよそ者であることを理解したシロエは、秩序の回復や、大地人と呼ばれるこの世界の住民との共存、地球世界への帰還の方法を模索していく。

### 異世界の始まり
MMORPG「エルダー・テイル」の12番目のアップデート「ノウアスフィアの開墾」が導入された日、主人公は、自身のプレイヤーキャラクターである冒険者シロエとして、ゲームの世界のアキバの街にいることに気づく。この世界は一見、現実的なようで、メニュー画面や念話（ボイスチャット）などゲームのコマンドも使用可能な奇妙な世界だった。シロエは「放蕩者の茶会」の旧友の直継と連絡を取り、また旧知の縁から、マリエールのギルド「三日月同盟」と協力関係になる。男性キャラクターになってしまっていた女性アカツキを助け、仲間になる。
シロエは、アキバより治安の悪いススキノの街で孤立している三日月同盟のセララを助けるため、ススキノに向かう。セララをかくまっていた放蕩者の茶会のにゃん太と合流し、悪辣なギルド「ブリガンティア」を倒し、アキバへの帰途につく。この世界の食事は味がないと思われていたが、帰路にゃん太により、キャラクターの職業が料理人であれば味のある料理を作れることが明らかにされる。
大手ギルドの対立が続くアキバでは、さらに悪辣なギルド「ハーメルン」が初心者プレイヤーを軟禁し、搾取するなど事態が悪化していた。シロエは自身のギルド「記録の地平線」（ログ・ホライズン）を結成し、三日月同盟とともにこの改革に乗り出す。三日月同盟は屋台「軽食販売クレセントムーン」を開き、味のある料理によりアキバの街を席巻する。その影響を軸に、3大生産系ギルド「第8商店街」「海洋機構」「ロデリック商会」を、一方のシロエは、茶会の仲間で戦闘系ギルド「西風の旅団」のギルドマスター、ソウジロウ=セタを説得。有力ギルドの長の12人による会議を招集し、集めた資金で重要施設である「ギルド会館」を購入してこの使用制限が可能となったことを圧力に、また料理の作り方などこの世界の仕組みを明かし、有力ギルドによる自治組織「円卓会議」を結成した。
シロエたちは会議路の裏でハーメルンとの戦いも進め、ギルド会館の使用制限を武器にこれを追放した。助け出された初心者プレイヤーの多くは三日月同盟に加わったが、シロエと旧知のトウヤとミノリは記録の地平線に参加、ここに記録の地平線が誕生した。

### ゲームの終わり
初心者プレイヤーの育成のため、マリエールや直継たちは、ザントリーフ半島に夏季合宿に行く。一方で、アキバに自治組織が成立したことを受け、大地人の国家「自由都市同盟イースタル」は円卓会議にイースタルへの参加を要請する。シロエやアカツキたちは特使として古宮廷で開かれた舞踏会に出席する。
夏季合宿のトウヤとミノリは、セララ、五十鈴、ルンデルハウスとパーティを組み、ダンジョンに挑むも苦戦を続ける。しかし、次第にパーティでの戦いを理解し、腕を上げていく。その間、シロエは宮廷にて、大地人の魔術師リ＝ガンと出会い、この世界ではるか昔起きた「森羅変転」と呼ばれる事象の話を聞く。また、円卓会議のクラスティはイースタルの姫レイネシアと知り合う。
そんな最中、合宿の場となったザントリーフ半島にゴブリンやサファギン（水棲緑鬼）の大軍が向かっていることが発見される。これは「ゴブリン王の帰還」と呼ばれるイベントが発生したためだった。街を守ろうと、必死に戦いを続けるトウヤたち。一方で、円卓会議への支援要請を巡り混乱する宮廷では、レイネシア姫が自らアキバに赴き義勇兵を募ること宣言。多くの冒険者がゴブリン退治に向かった。
しかし、トウヤたちの低レベル組は窮地に追いやられ、小さな勝利の代償としてルンデルハウスが倒れてしまう。冒険者は倒れても蘇生するが、ルンデルハウスは大地人であり、死の縁にあった。救援に向かったシロエは、自身のスキルを用いて、大地人を冒険者にする新しい呪文を作成することに挑む。ルンデルハウスは冒険者となり、一命をとりとめた。ザントリーフでの戦いも終局を迎え、レイネシアは大使としてアキバの町に滞在が決まったのだった。

### アキバの街の日曜日
ザントリーフ半島の一件から2ヶ月が経ち、アキバの街は秋祭りの時期を迎えていた。円卓会議の事務に忙殺されるシロエは、アカツキとミノリに祭りのケーキバイキングに誘われる。ミノリはシロエへの感情を自覚しない一方、アカツキはシロエへの好意を自覚していた。そんな一方で、大使としてアキバにきたレイネシアも忙しい生活に嘆いていた。
秋祭り当日、盛り上がりを見せるアキバの街は、しかしいたるところで小さなトラブルに見舞われていた。シロエは不自然な状況から、円卓会議の信用失墜を狙った西の大地人による攻撃が行われていると特定、ソウジロウの西風の旅団とミノリの活躍もあり、これを鎮静化した。戦いの後、ミノリを褒めるシロエを前に、アカツキは自分とシロエの間に距離感を覚えていた。
祭りの最終日、シロエは西の大地人国家「神聖皇国ウェストランデ」の情報を探っていた旧知の大嶋と密会するため、一人夜の廃墟に繰り出していた。しかしそこに現れたのは、西のホームタウン「ミナミ」を支配する巨大ギルド「Plant hwyaden」のギルドマスター濡羽だった。濡羽は新たな魔法を創設したシロエを、またゲーム時代に声をかけてくれたことを理由に、シロエをPlant hwyadenに勧誘する。しかし、シロエは濡羽の敵となる道を選んだ。

### 夜明けの迷い子
アキバでの一件の後、アカツキは自分の力不足に悩み、強くなる方法を探し足掻いていた。悩みの傍ら、シロエに依頼された任務として水楓の館のレイネシアのもとに通う。同じく依頼を受けた三日月同盟のマリエールやヘンリエッタ、D.D.Dのリーゼらとの間には、いつしか姫を囲んでのお茶会が日課となっていた。
そんな中、アキバでは衛兵によりPKが禁じられているはずの街中で、手練れの冒険者を相次ぎ襲う殺人鬼が噂となっていた。メンバーが被害にあった西風の旅団は、殺人鬼盗伐に動き出す。一方レイネシアのもとには、ゲーム世界のシステムを管理する供贄一族の頭領、菫星が訪れる。菫星は、大地人であるアキバの衛士の一人が、衛兵の鎧を盗み、冒険者以上の力を得て犯行を行なっていることを告げる。冒険者と大地人との関係が破局することを恐れるレイネシア。その会話を聞いてしまったアカツキは、自身も殺人鬼討伐に乗り出すも、ソウジロウ共々返り討ちにあう。
アカツキとレイネシアの単独行動を諫めるリーゼとヘンリエッタ。しかしお茶会の面々は「友達」として、協力して殺人鬼を打倒することを決めた。レイネシアと菫星も覚悟を決め、殺人鬼の力を削ぐため、アキバの治安を守る衛兵システムを停止することを決意。アキバの街を舞台としたレイドバトルの末、水楓の乙女たちは殺人鬼を打倒し、アカツキは口伝を手に入れたが、それよりも大事なものを認識するのであった。

### 供贄の黄金
アカツキがアキバで苦悩していた頃、シロエは直継、リ＝ガンとともに、自身の計画を実現するための途方もない資金を求めて、供贄一族の菫星との密会に出向いていた。供贄一族が管理するゲーム内の金貨の根源の存在を指摘するシロエ。しかし菫星はその存在を認めつつも協力の申し出を拒絶し、シロエにレイドバトルによる挑戦を求めるのであった。
シロエは、レイドに参加するメンバーを求め、円卓会議を拒絶しススキノの街に移住したギルド「シルバーソード」を訪ねる。なぜか二つ返事で了承するギルドマスターのウィリアム。だが、死への恐怖からメンバーが減り、人数が規定の24人に満たないという。そんな中、自称美少女でアイドルの冒険者てとら、そして元ブリガンティアでシロエと因縁浅からぬデミクァスが加わり、この24人でレイドに挑むことになる。
レイドのセオリーに則り、一体ずつボスの攻略を目指すシロエたち。ところが、ボスの1体との戦闘中に、他のボスが増援に駆け付けるというゲーム時代にはありえなかった事態に見舞われる。24人で1体を倒すのがやっとのボス3体を前にして、なすすべもなく全滅する冒険者たち。レイドが事実上攻略不能になったと嘆くシルバーソードのメンバーたちに、ウィリアムは自身の心情を吐露し、再起を訴える。気力を取り戻した一行は、今度はボスを分断し、各個撃破する作戦を立てる。思いがけぬ反撃に苦戦を強いられるも、デミクァスの活躍もあり、シロエは菫星のもとに辿り着き、シルバーソードはレイドの攻略に成功した。シロエは菫星に全てのゾーンの使用制限を無効化するという目的を告げ、両者は和解。シロエと直継は、記録の地平線の新メンバーとなったてとらを連れて、アキバに帰還した。

### Route43／雲雀たちの羽ばたき
トウヤやミノリら初心者プレイヤーは、冒険者に必須の魔法の鞄を手に入れるため、年少組だけで馬車の旅に出発する。西に向かうパーティは、本来街道沿いでは出会わない強いモンスターと遭遇、ロエ2と名乗る召喚術師に助けられる。同じく西を目指すロエ2と共に旅を再開した一行に、今度は立ち往生していたダリエラと名乗る大地人が加わる。
サフィールの街に到着した一行は、五十鈴の発案で宿でライブを開く。ライブの成功に気を良くしつつも才能がないからプロにはならないという五十鈴に、ルンデルハウスは五十鈴の音楽の素晴らしさと、この世界には音楽がゲームの42曲しかなかったことを告げる。五十鈴は、コピーバンドが新曲として大地人に大きな感動を与えていたことに罪悪感を覚え、夢のためにアキバで学ぶ大地人の話を聞いて自分を恥じる。
翌日、元気がない五十鈴を心配しつつ、旅の間の出来事を悩む仲間たち。そんなサフィールの町にワイヴァーンの大群が襲来する。ワイヴァーンを撃退すべく現れた冒険者集団「オデッセイア騎士団」は、しかし現実への帰還を目指して自殺的な戦いを繰り返し、それを見たトウヤとミノリは恐怖を覚える。彼らの行動を評価するロエ2を前に、その正体を問いただすミノリ。一方、五十鈴もルンデルハウスの呼びかけに応え、町を守るため戦うのだった。
混乱が続く町の外では、神聖皇国ウェストランデの将軍ミズファが指揮する魔道列車が、Plant hwyadenの援助の下、大地人の経験値稼ぎのためにモンスターを出現させていた。旅を陰から見守っていたにゃん太は、事態に気づき列車に駆け付けるも、旧知のカズ彦に阻まれる。しかし、ロエ2や五十鈴の活躍、またトウヤの言葉に感慨を受けたダリエラが、濡羽の正体を現し、作戦中止を命令、戦いは収束した。ロエ2とダリエラと別れ、町を去る一行の耳には、五十鈴が歌った曲が聞こえていた。

### カナミ；ゴー・イースト
北米サーバーを妖精の輪で脱出したレオナルドは、中国サーバーの草原地帯アオルソイで、一人廃墟の町に閉じ込められ途方に暮れていた。ある日そんな彼のもとに、旅の冒険者のカナミとコッペリア、古来種のエリアスが訪れる。3人は、時差の関係で唯一「ノウアスフィアの開墾」のアップデートが適用されている日本サーバーを目指し、西欧サーバーから旅を続けていた。さらに日本から幻獣の身体に憑依して旅をしているというKRも加わり、東に向かう一行。旅の最中、彼らは大地人がノールになる異常な事態に遭遇する。村々を襲うノールの大軍勢を前にボスの討伐を決意した一行は、この世界がゲームであることを知る謎の敵「典災」と遭遇する。
その後の、典災との戦闘の結果、レオナルドはラスフィアを屠り、エリアスとカナミは、パプスを追い払った。
そして戦闘の決着と同時にKRが死亡によりパーティーから離脱。再び四人に戻ったカナミたちは、また、日本サーバーを目指し旅を続けていく。

### クラスティ・タイクーン・ロード
ゴブリン王討伐の最中、突然の転移により行方不明となったクラスティは、中国サーバーの仙境「白桃廟」に居た。クラスティは、HP回復不可で記憶を失うという高レベルの呪いにかかった中、退屈な日々を過ごしていた。仙境を訪れた葉蓮仙女は呪いの治療を申し出るが、クラスティはこれに疑問を感じる。一方、ノールの一件から3か月を経て草原の都に近づいていたカナミ一行も、騎乗用の狼の入手のために、白桃廟の入り口の天狼洞に向かっていた。
葉蓮仙女は次いで、天狼洞に近づいたエリアスのもとにも現れる。仙女は白桃廟が魔人に占拠されたと訴え、エリアスにこの討伐を依頼する。クラスティを典災と誤解し襲い掛かるエリアス。しかし二人の戦いで洞窟が崩壊、パーティーは離れ離れになってしまう。クラスティはカナミと合流を果たすも、今度は葉蓮仙女と完全に操られたエリアスが立ち塞がる。戦いの最中、クラスティは自身に呪いをかけたのが典災の西王母であり、葉蓮仙女はその僕であることを知る。クラスティは自身の記憶と引き換えに無尽蔵のMPを得て、また呪いの効果を一部書き換え、葉蓮仙女を打ち破った。一方、レオナルドはエリアスに対し、憧れのヒーローであると呼びかけ続け、エリアスも正気を取り戻す。エリアスは仲間と共に新たな一歩を踏み出した。

## 登場人物
声の項はテレビアニメの声優。職業・種族表記はメイン職業／サブ職業 種族。明らかでない場合は未表記。所属ギルド全体に関しては後述の「ギルド」を参照。固有名詞においては〈〉表記とする。

### アキバの街の冒険者

#### 記録の地平線
シロエ
声 - 寺島拓篤
職業：付与術師（）／筆写師 種族：ハーフ・アルヴ
本作の主人公。「エルダー・テイル」歴は中学生時代から開始して約8年のベテランプレイヤーで周到な計画立てを好む参謀タイプの青年。頭が良く、温和な人物だが、人付き合いが苦手で、目的のために手段を選ばず、周囲の想定を超えた選択を示すことから誤解を受けやすい。自問自答を多用して状況を分析し作戦を練る癖があり、その過程が周囲の人間には読めないため、通称は「腹ぐろ眼鏡」。唐突に行動を制限する「縛り」が生じると混乱してしまうこともある。なお、自分に向けられる好意には鈍く、アカツキとミノリが争うようにアプローチしてきてもその真意に気づけない。
かつて存在した伝説的なプレイヤー集団〈放蕩者の茶会  デボーチェリ・ティーパーティー〉で参謀役を務めていた。
人間関係による束縛を嫌いギルドに所属することを避けていたが、〈大災害〉での出来事を経て直継、アカツキ、にゃん太とともにギルド〈記録の地平線（）〉を設立する。さらにアキバの治安を安定させるため主要ギルドのギルドマスターを集めた自治組織〈円卓会議〉の設立を発起した。
「エルダー・テイル」きっての不人気職である〈付与術師〉を好む珍しいプレイヤーで、その実力はトッププレイヤーからも一目置かれる。シロエの戦闘スタイルは味方のMPを管理するビルド「マナコントローラー」。敵味方のリソースの変動を精密に把握・予測して戦う「全力管制戦闘（）」が得意技で、リアルタイムに綿密な予測を立てながら、戦闘に参加しているプレイヤー全員（フルレイドなら自分含めて24名）のMPやステータスの管理と、戦場哨戒を同時にこなす。
現実世界では工学部の大学院生で、23歳。本名は城鐘恵（しろがね けい）。大学ではCADの扱いも学んでおり、〈茶会〉時代は三次元CADでダンジョンマップを作成していた。両親は共働きで幼い頃から完全なインドア派。夜中に近所を徘徊し、友人たちと外で遊んでいる時も内面は孤立気味だった。すべてを自分ひとりでやろうとする癖があり、直継にもその点を心配されている。
〈大災害〉後の死亡の影響で、近所のカレー屋（アニメ版第2シーズン9話ではラーメン屋）の名前を忘れている。
口伝で契約術式を獲得している。
イメージカラーは白。
直継（なおつぐ）
声 - 前野智昭
職業：守護戦士（）／辺境巡視 種族：ヒューマン
〈放蕩者の茶会〉の元メンバーであり、2年のブランクがあっても〈守護戦士〉としてのプレイヤースキルは一流。シロエとは何度か現実世界で会ったこともある無二の親友。シロエの考えていることそのものは分からずとも常にシロエを信頼し、彼の行動を応援する。その時々の状況を「○○祭り」と称する陽気な兄貴分で、ことあるごとに「おぱんつ」の話を持ち出す下ネタ好き(自身曰く“オープンスケベ”)。しかし、アカツキのパーティ加入後は下ネタを繰り出そうとするたびに飛び蹴りなどで黙らされるのがお約束で、マリエールのスキンシップに度々顔を赤らめる一面も。そのマリエールとは第7作以降、友人以上交際未満の関係を保っている。秘密といってもあまりにもほのぼのすぎるので周囲もコメントしづらく、シロエやにゃん太から密かに応援されている。
現実世界では社会人で、担当は営業。本名は葉瀬川直継（はせがわ なおつぐ）、25歳。
アカツキ
声 - 加藤英美里
職業：暗殺者（）／追跡者 種族：ヒューマン
本作のヒロイン。シロエに仕える忍びを自称する、小柄な黒髪の美少女。人付き合いが苦手で口数が少なく生真面目な性格。
ゲーム時代は長身の男性アバターを使用していたため、〈大災害〉後はキャラクター設定と現実の体格の違いと、性別の不一致に悩まされる。シロエが持っていた限定アイテム〈外観再決定ポーション〉によって助けられ、以後彼を「主君」と呼び慕う。冒険を共にすることで、シロエに恋心を抱く。（1巻）
ソロプレイヤーであったことから大規模戦闘の経験がなく、普通に購入できる程度の装備しか所持していないため、一流の冒険者より劣ることに引け目を感じていたが、アキバの街で起きた殺人鬼事件の最中に解決される。（6巻）
アキバの街で起きた殺人鬼事件の時に、アカツキのサブ職業、追跡者の持つ特技、隠行術（ハイド・シャドウ）を進化させ、口伝の 、影遁（シャドウ・ラーク）を取得した。（6巻）
現実世界では大学生。本名は羽倉静（はねくら しずか）。剣道の経験もある成人女性だが、小柄で中学生に間違われる容姿であり、そのことにコンプレックスを持つ。
〈大災害〉後の死亡の影響で、通っていた大学の名前を忘れている。
にゃん太（にゃんた）
声 - 中田譲治
職業：盗剣士（）／料理人 種族：猫人族
若者たちを見守る良き大人の男性であり、温厚な性格。〈放蕩者の茶会〉の元メンバーで、「班長」「猫のご隠居」と呼ばれていた。〈猫人族〉なので擬人化された猫のような外見で、語尾に「にゃ」をつける猫語尾を使う。レイピアの二刀流。
サブ職業〈料理人〉であり、本職並みの腕前の持ち主で、〈大災害〉後の製作スキルの秘密にいち早く気がついた人物の1人。ススキノでセララを匿っていた協力者であり、シロエらと共にススキノを脱出し、拠点をアキバの街に移す。匿っていたセララに好意をもたれている。ギルドでは、〈円卓会議〉関連の仕事に忙殺されるシロエの代わりに、ミノリたち年少組の監督を行うなど、ギルドのサブマスター的立ち位置である。
メンバーの中ではリアルの情報があまり明らかではなかったが、『にゃん太班長・幸せのレシピ』で判明した情報によると、北海道出身で「フィッシュ&チップス」が好物。母親の故郷の伝統料理とのことで、ハーフの可能性がある。更に妻がいたが病気により死別している。
トウヤ
声 - 山下大輝
職業：武士（）／会計士 種族：ヒューマン
ミノリの双子の弟。活発で向こう見ずだが、正反対な姉との仲は良い。ミノリ同様〈ハーメルン〉から救出され、共に〈記録の地平線〉に加わる。〈ハーメルン〉では狩りの際の壁役にさせられていたためその頃から戦闘経験を積んでおり、強化合宿の時点でレベルは29。年少組で魔法鞄の素材集めに出た3月の時点でレベルは58、対エレイヌス戦時のレベルは63。
初心者故にヘイトの概念を理解していなかったが、〈ハーメルン〉での狩りにおいて、敵が壁役を無視してパーティ内で最高レベルだった召喚術師に向かったことや、シロエが自分たちと行動していた際に「師範システム」でレベルを下げていたことの意味は察しているなど、頭の回転は悪くない。ただし、ノリで行動してしまうことや、作戦を立てないまま猪突猛進に敵に突っ込んでいくことも多い。シロエのことは憧れの対象であり、師として慕っているが、〈記録の地平線〉内ではシロエの勧めもあって同じ前衛職である直継の指導を受けている。直継のこともシロエ同様慕っており、彼を「師匠」と呼んでいる。打ち解けた年長者が相手の時は「兄ちゃん」あるいは「姉ちゃん」をつけて名前で呼ぶが、何かを感じたダリエラだけは現在のところ例外。五十鈴がステージに上るときは、ミノリ、セララと共にリズムやサブ楽器を引き受けることがあり、トウヤはドラムを担当している。
現実世界では事故が原因で下半身不随であり、車椅子での生活を余儀なくされている。しかし、そんなことはおくびにも出さない精神的な強さを持つ。治療やリハビリで疲れて外にあまり出られないため、「勉強をおろそかにしない」という条件で、遊びの1つとして「エルダー・テイル」を与えられた。実は珠算検定1級持ち。男子だけに肉好き。
ミノリ
声 - 田村奈央
職業：神祇官（）／裁縫師→見習い徒弟（） 種族：ヒューマン
トウヤの双子の姉。「エルダー・テイル」を始めて間もない初心者であり、プレイ開始日に偶然出会ったシロエに姉弟で教えを受けていた。シロエのことは師として慕っていたが、後に異性としての好意を自覚する。強化合宿の時点でレベル21、「天秤祭」の頃にはレベル36、魔法鞄の素材集め時はレベル57、対エレイヌス戦時のレベルは59。サブ職業は当初、ハーメルンで強制的に取らされたものだったが、シロエの勧めで転職。「師匠として登録した相手からコピーしたサブ職であればレベルを維持したまま転職できる」という特徴を活かし、シロエを師として彼のサブ職「筆写師」をコピーする。その後はカラシンが辟易していた、大地人から持ち込まれた書式のバラバラな書類の処理を手伝ったことをきっかけに、生産ギルド連絡会の書類仕事などをアルバイトとしてこなしており、カラシンからシロエに冗談半分の引き抜きを持ち掛けられている。
〈大災害〉直後に姉弟はプレイヤーキラーに襲われ全財産を失う。さらに初心者を搾取する悪徳ギルド〈ハーメルン〉にとらえられるが、シロエらによって救出され、〈記録の地平線〉に加わる。第3巻では、初心者プレイヤーの強化合宿で与えられた課題、パーティでのダンジョン〈ラグランダの杜〉の攻略に挑む。当初は自身がパーティ最弱であることにコンプレックスを抱え、さらに戦闘での連携もとれていないため初めは苦労していたが、仲間の特性を把握し、回復の合間に戦場哨戒（）を担当しメンバーに指示を飛ばすことで、攻略に成功する。第4巻のチョウシ防衛戦では、未熟ながらシロエの〈全力管制戦闘〉を模倣してみせ、以降は年少組のキーパーソンとなる。「開拓者たち」（アニメ版第二期25話）では、レイド終盤にシロエから後衛2パーティの指揮を任される(後発となってしまった原作第10巻ではそのような描写はない)。
アニメ版第3シーズンの対エレイヌス戦ではレイドリーダーとして指揮を執り、かつてハーメルンに捕らわれていた三日月同盟の年少組と共に戦う。崇敬の対象となるシロエとの思い出を打ち砕かれ失望するが、アカツキの「主君は崇敬の対象ではない」と言う言葉で我に返り、シロエが使うフルコントロールエンカウントの限定版である略式・フルコントロールエンカウント・リミテッドを発動させ見事エレイヌスを撃破した。
シロエへの好意を自覚して以降は、同じくシロエに片思いしているアカツキと競い合うようにシロエにアプローチしているが、シロエが自分に向けられる感情に疎いため、不発に終わりがち。前述のエレイヌス戦後、シロエに思いの丈を打ち明けるが、好きな人がいると断られてしまった。
現実世界では中学2年生の14歳。
五十鈴（いすず）
声 - 松井恵理子
職業：吟遊詩人（）／遊牧民 種族：ヒューマン
双子らと共に〈ハーメルン〉から救出された少女。後述の強化合宿の時点でレベル24。魔法鞄の素材集めに出た時点でレベル57、対エレイヌス戦時のレベルは61。
明るい性格だがやや遠慮がちで、長身でそばかすがある容姿もコンプレックスになっている。体格はやせ気味。特徴は一つにまとめた長い三つ編み。男の子と話すのは苦手なほうだが、アニメ版では〈ハーメルン〉にいた頃にトウヤのいるパーティで狩りをしており、就寝時ミノリにトウヤのことを報告したりもしている。またザントリーフ地方での夏季合宿におけるパーティでルンデルハウスと親しくなり、飼い主と犬のような奇妙な関係を築いている。そのルンデルハウスとの戦闘中のコンビネーションは、ミノリの采配もあり絶妙。吟遊詩人としては珍しく両手槍〈遠吠えの槍〉を武器として選んでいる（曰く、なんとなく「ギターをアンプに叩きつけて壊すロックスター」っぽいから）。
ミノリより年長だが、ミノリがしっかりしているため〈ハーメルン〉の環境下で精神的に助けられていたと認識しており、彼女とは対等な友人でありたいと思っている。救出後は〈三日月同盟（）〉に加入していたが、ルンデルハウスを追う形で〈記録の地平線〉に移籍する。マリエールから贈られたリュート〈空飛ぶイルカ〉がお気に入りで、時間があれば爪弾いている。歌うことや楽器の演奏が好きで、ギルド移籍以降、〈吟遊詩人〉で構成されるギルド〈第七鼓笛隊〉と大地人の協力で運営されている飲食店〈ブルームホール〉で、定期的にライブを行うようになった。年少組でダザネッグの魔法鞄の素材集めに出た際も、「演奏旅行」と称してたどり着いた町の酒場などで度々ライブを行う。ルンデルハウスからの指摘で、自分が歌っている「元の世界の歌」が大地人に影響を与えたことを知り一時苦悩するが、最終的に吹っ切れ、鋼尾翼竜（）に襲撃されたサフィールの町から避難しようとする大地人を手助けするため、思いを込めて歌った歌がセルデシア世界そのものに認められた。
現実世界では都会とは言えない地域出身の高校生。吹奏楽部に所属しており、楽器ならなんでも好きだが、リアルではウッドベースを愛好している。ガンダムオタクの兄がおり、彼から無料チケットをもらったことが「エルダー・テイル」を始めたキッカケ。
空飛ぶイルカ（フライング・ドルフィン）
五十鈴の愛用するリュート。元々はマリエールが〈木工職人〉のスキルで作ったアイテム〈三日月のリュート〉だったが、〈ロデリック商会〉のメンバーによって音を増幅する効果を持つ従者召喚を可能にする低レベルアイテム〈セイレーンの貝殻〉を組み込んだ改造を施され〈精霊遊戯のリュート《アン・ディー・フロイデ》〉となっている。
リュートは本来は繊細で典雅な音色を持つ古楽器だが、この工夫によって表現の幅を一気に増やした謎楽器となった。演奏の際にはシロエからもらった製作級アイテム〈琥珀竜の爪〉をピック代わりに使っている。
ルンデルハウス=コード
声 - 柿原徹也
職業：妖術師（）／なし→冒険者 種族：ヒューマン
貴族風のキザな青年。プライドが高く言動は高慢だが、後述の育ちのよさゆえに憎めない性格で、本質は実直で人知れず修練を積む努力家。年少組の中では最年長。五十鈴にはゴールデン・レトリバーに形容されている。ソロプレイヤーだが夏季合宿に参加し、ミノリらとパーティを組む。合宿の時点でレベル23、後の対エレイヌス戦時のレベルは61。合宿5日目までは後衛職であるにもかかわらず前衛に出たがり、トウヤと同様ヘイトを理解していないため自分に敵が向かってくる理由がわからないままレベルの低い敵を相手にパーティーが敗走する悪循環を繰り返していたが、ミノリの提案により自分の役割を理解してダンジョンを制覇した。ボスの撃破で得られた魔術師の籠手は専用のアイテムだったことから全員一致で彼のものとなる。
実は〈冒険者〉のふりをした〈大地人〉で貴族の三男坊。〈ナインテイル自治領〉出身。ある冒険者と出会った過去がきっかけで、腐敗した貴族社会から抜け出し〈冒険者〉になりたがっていた。強化合宿の際にフレンドリストに登録しようとした五十鈴によって〈大地人〉であることが発覚するも、五十鈴に懇願し、隠匿する。その後合宿メンバーでパーティを組んだままイベント〈ゴブリン王の帰還〉に突入、ザントリーフ半島の〈チョウシ防衛戦〉に臨み、トウヤをダイアウルフの攻撃から庇う形で自爆同然の呪文を放ち一度死亡してしまうが、シロエの試みによって〈冒険者〉として蘇生、その時の契約に従い〈記録の地平線〉に加入する。作中時点において、セルデシア世界における唯一の、「大地人出身の〈冒険者〉」である。そのため、アキバで暮らす大地人たちにとっては〈冒険者〉について聞くための相談役にうってつけであり、週2回ほど大地人の会合に参加する。年少組で魔法鞄の素材集めに出た3月の時点でレベル58。
家族からは「ルディ」と呼ばれていた。その愛称を教えられた五十鈴や、五十鈴の呼びかけを聞いたトウヤたちも次第にその呼び名を使うようになった。音楽方面の適性はいまいちなので、五十鈴のライブでは観客に徹する。
てとら
声 - 藤井ゆきよ
職業：施療神官（）／アイドル 種族：ヒューマン
自称、美少女アイドルの冒険者。何事においてもオーバーリアクションな、ギルドのムードメーカー。可愛らしい見た目とは裏腹に場数を踏んでおり、有能な回復役として大規模戦闘で活躍する。
第7巻で登場し、シロエたちが大規模戦闘の攻略準備に訪れたススキノの街で、実力を見込んだ直継に勧誘される。実は、カズ彦の知り合い。シロエたちに会うよう勧められはしたが大規模戦闘への参加もギルドに入るのも決めたのは自分の意志とのこと。いわゆる男の娘であるが、そのことを知らない直継をからかう。普段の声は作っているらしく漫画『にゃん太班長・幸せのレシピ』でノドを痛めた際には「完全に男声」になっていた。
レリア=モフール / リトカ=モフール
声 - 石見舞菜香（レリア） / 山下七海（リトカ）
イズモ騎士団に属し、ゲーム初期から登場していたことから最古の古来種と称されているが、イズモのポンコツ姉妹とも称される狼牙族の二人。レベルは2人とも65。リトカが森呪遣い、レリアが武闘家。登場していたクエストがバージョンアップで廃止された為、洞窟の入口が塞がれ、（ゲーム時間で）50年間閉じ込められ冬眠状態だった。てとらは、初期のこの2人絡みのクエストで因縁がある。
森の中で行き倒れていたところを年少組に拾われ、食欲を十分満たした後、シロエ達にエレイヌスと言う敵の存在がアキバに向かっていることを告げた。エレイヌスがアキバを襲撃した時、特定レベル以上の冒険者のレベルが次々と35に下げられてしまう中、レベル低下の影響を受けなかった。
エレイヌス撃破後、正式にログ・ホライズンのメンバーとして迎え入れられた。

#### 三日月同盟
マリエール
声 - 原由実
職業：施療神官／木工職人 種族：エルフ
非戦闘系メンバーが多い〈三日月同盟〉のギルドマスター。明るくオープンで世話焼きな女性で、自然と周りに人が集まるタイプ。大阪育ちで関西弁。〈大災害〉直後から、向日葵のような笑顔を見せ、打算なしにシロエを心配するマリエールに、シロエは同じ強さを持ちたいと感じる。呼び声の砦攻略時、レベル91。
現実世界では家事手伝いで、直継より3つ年上の28歳。本名は坂本鞠絵（さかもと まりえ）。
イメージカラーは緑。
ヘンリエッタ
声 - 高垣彩陽
職業：吟遊詩人／会計士 種族：ヒューマン
〈三日月同盟〉の会計係の女性。マリエールとは学生時代からの友人で、二人でギルドを取り仕切っている。悪巧みを含めてシロエとは話が合い「真っ黒クロエ様」と呼んで奇妙な信頼を寄せている。シロエに淡い恋心を抱いているが、恋愛事には淡白と自己評価し、アカツキとミノリを応援している。呼び声の砦攻略に参加した際はレベル90。
本名は梅子。地球世界では経済学卒のOLで、会計事務の仕事をしている。
セララ
声 - 久野美咲
職業：森呪遣い（）／家政婦 種族：ヒューマン
生産職でのプレイがしたくて「エルダー・テイル」を始めた、〈三日月同盟〉の初心者プレイヤー。同じ低レベルプレイヤーの世話役として親身になって働くため、周囲の信頼は厚い。たまに妄想癖の出る、おっとりした性格の少女で、若干肉付きの良い体型を気にしている。〈大災害〉直前にススキノへ買い出ししていたために孤立し、現地のギルド〈ブリガンティア〉にフレンド登録され捕らわれかけたところをにゃん太に保護され、それからは彼へ誰が見てもわかりやすいくらいの好意を抱いている。
後で生産職を取るまでの穴埋めとして〈家政婦〉を取得していたが、奇しくも隠れ家から出られない生活を送ったことで必要以上にレベルが上がってしまった（メイン職が19だったのにサブは46まで上がっていた）。その後、メイン職の方も少しずつレベルが上がっている（強化合宿の時点で25）。初心者中心のパーティではミノリたち〈記録の地平線〉年少組と組むことが多いが、自分を頼りにする〈同盟〉の仲間のために移籍はしないでいる。魔法鞄の素材集めに出た3月時点でレベル58、対エレイヌス戦時のレベルは60。五十鈴がステージに上るときは、トウヤやミノリと共にリズムやサブ楽器を引き受けることがある。
現実世界では高校2年生。前述の体型については現実でも気にしていた点だが、それをキャラクターにもそのまま設定してしまった模様。TRPGリプレイやアニメ第2シリーズでは、料理に大量のマヨネーズをかける描写があり、リプレイ集の注釈ではそれが体型の原因とされている。
ウルフ
セララと従者契約している灰色狼。まだ仔狼で灰色の毛玉のような愛らしい姿をしている。ドラマCDでは馬車の中でマヨネーズを生産していることが分かった

小竜（しょうりゅう）
声 - 逢坂良太
職業：盗剣士／武侠 種族：狼牙族
〈三日月同盟〉の戦闘班長を務める、中華風の衣装と皮鎧をまとった真面目で面倒見が良い少年でレベル90。
マリエールに好意を抱いており、彼女から「お願い」されると労もいとわず邁進する様は飛燕からは「忠犬」、玲央人に「番犬」と評されている。通常は「雷爪・風牙」という直剣の二刀流だが、低レベルメンバーが多いギルドなので、狩りの際に前衛職が少ない場合は擬似タンク役として小盾と片手剣という装備に変更したりもする。アニメではミノリとトウヤがはじめて会った〈同盟〉メンバーで、新人プレイヤー強化合宿に引率として参加し、サファギン襲撃時にはカワラ、シゲル、昨日のわんこと共に急造パーティながら新人たちが退避するまでの時間稼ぎをした。
『ログ・ホライズン外伝 Honey Moon Logs』では盗剣士のスキル「エンド・オブ・アクト」から武侠の乱舞技「雷轟電撃」に繋げる口伝の片鱗をみせた。
現実世界では公立高校2年生で、本名は章介（しょうすけ）。ゲーム内では本名で呼ばれると少々恥ずかしい模様。携帯の待ち受け画面は、オフ会で隠し撮りした鞠絵の写真を日替わりで差し替えている（飛燕・談）。
アイゼル
声 - 村田太志
職業：妖術師 種族：ハーフ・アルヴ
前髪にメッシュが入った青い髪の青年でレベル82。魔法職だが、杖ではなく手袋型のアイテムを使用している。ギルド内では買い出し係班長で、マリエールやヘンリエッタがギルドを留守にする際には後を任される（面倒事を押し付けられる）しっかり者。身長が182〜185cm（アニメの設定では2m以上）と結構長身で、ヘンリエッタからは「のっぽくん」と言われている。
現実世界では19歳の大学生。本名は圭一郎（けいいちろう）。
明日架（あすか）
声 - 高橋未奈美
職業：神祇官 種族：ヒューマン
『ログ・ホライズン外伝 Honey Moon Logs』に登場する、巫女装束（ヤマトサーバにおける神祇官の女性専用装備）を纏った少女。ギルド内では班長を務める者の1人で、女子の纏め役。飛燕の悪戯に対し、説教する立場になることが多い。
アキバの殺人鬼討伐に参加した女性レイド集団〈水楓の乙女〉の一人として参加。
現実世界では女子高生（2年）。本名は飛鳥（あすか）。恋話とそれ系統のイベントが大好き。
リリアナ
声 - 雨宮天
職業：森呪遣い 種族：エルフ
『ログ・ホライズン外伝 Honey Moon Logs』に登場する、前髪ぱっつんなロングヘアの少女。レベル48。ギルド内では班長を務める者の1人。〈大災害〉に巻き込まれた多くのプレイヤーと同じく精神的には一般人で、怖がりな所がある。普段はフリルつきのドレスにローブを着ているが、「軽食販売クレセントムーン」の制服に着替えた際には中々のスタイルを披露した。ゴブリン掃討作戦では蒸気船オキュペテーの位置を伝えている。
飛燕（ひえん）
声 - 梶川翔平
職業：暗殺者 種族：狐尾族
『ログ・ホライズン外伝 Honey Moon Logs』に登場する戦闘班員で、大型のクロスボウを使う「スナイパー」。三日月同盟では数少ないレベル90に達している1人。悪戯好きな少年で仲間内ではよく窘められる。小竜とは仲が良いらしいが、表面上は狐狼の仲。
現実世界では高校1年生。本名は円（まどか）で、小竜やヘンリエッタほどではないが、本名にはコンプレックスを持っている。デザインは作画担当の松モトヤ。
アシュリン
声 - 佐藤奏美
職業：付与術師 種族：狼牙族
『ログ・ホライズン外伝 Honey Moon Logs』にて登場。初心者の中でもチュートリアルが終わったところで〈大災害〉に巻き込まれた。
現実世界では中学生と思われる少女で、ヘンリエッタのお気に入りの1人。彼女を含めた新人プレイヤーはゲーム時代については全く知らないため、〈大地人〉への先入観をあまり持っていない。対エレイヌス戦時のレベルは58。
義仲（よしなか）
職業：武士 種族：エルフ
『ログ・ホライズン外伝 Honey Moon Logs』にて登場。戦闘班の1人でレベル74。マリエールが関わると暴走気味な小竜のブレーキ兼フォロー役。チェスを嗜むなど、男子の中ではアイゼルと並んだ知性派でイタズラなどもせず雑用なども進んで行うため、女子メンバーの受けも良い。飛燕からは「リア充侍」と呼ばれている。
ギーロフ
声 - 村田太志
職業：召喚術師（）／料理人 種族：エルフ
『ログ・ホライズン外伝 Honey Moon Logs』に登場する、三日月同盟の食事班長。調理服とコック帽の青年でレベル46。22歳。原作でも、にゃん太からもたらされた調理法で味のある料理を作れるようになった際には感激していた。〈クレセントムーン〉での料理担当でもあり、開店初日からフル回転で調理し続けた。
現実世界では実家がレストラン経営。
セコンド（アニメ版ではニンジン）
職業：召喚術師／料理人 種族：エルフ
食事班員。エプロンにバンダナというスタイル。ギーロフの弟で〈大災害〉後に兄を追う形で三日月同盟に移籍した。19歳。にゃん太からもたらされた調理法で味のある料理を作れるようになった際には、腕を振るった（アニメでは煮込み料理を失敗していた）。
メイファ
職業：召喚術師 種族：ヒューマン
『ログ・ホライズン外伝 Honey Moon Logs』に登場する、三つ編みにチャイナドレスの少女。レベルは41と初心者から中堅の入口に差し掛かったところ。〈クレセントムーン〉で使う食材集めの際に出会ったロック鳥のヒナ「ココリコ」と目を合わせたため、親として面倒を看ることになる。
ココリコ
ロック鳥のヒナ。卵から孵った際にメイファと目を合わせたため、彼女を「ママ（親）」と認識している。メイファの召喚獣として登録されているが、現時点のレベルは2、使える特技は、高周波数の鳴き声で対象の行動を強制キャンセルし、身動きできなくする「居竦みの咆吼」のみ。命名はヘンリエッタ（フランス語のニワトリの鳴き声に由来）で飛燕からは「ピヨ助」と呼ばれている。見た目によらずかなりの大喰らいで、ギルドホール厨房の肉（少なくとも30人前）を食べ尽くしたこともある。
周囲の人間たちの言葉もある程度理解しているなど知能もそこそこで、〈クレセントムーン〉のお手伝いも買って出ている。

#### 西風の旅団
ソウジロウ=セタ
声 - 下野紘
職業：武士／剣聖 種族：ヒューマン
〈西風の旅団〉のギルドマスター。幻想級装備〈新皇の武者鎧〉と戦闘支援AIアイテム〈神刀・孤鴉丸〉を持ち、威力重視の太刀よりも技術に重きを置く打刀の使い手でサブ職業と同じ〈剣聖〉の二つ名をもつ。自らを「前衛バカ」と称している。12月時点でレベル93、〈呼び声の砦〉攻略戦では94。
〈放蕩者の茶会〉の元メンバー。〈西風〉は〈茶会〉解散を機に自ら結成したギルドである。シロエを「先輩」と呼び慕っており、ナズナいわく「本当の意味で彼に影響を与えられるのは〈茶会〉時代からの先輩であるシロエやカズ彦（後述）くらい」とのこと。現在は、そのシロエの元にいるアカツキを「後輩」として気にかけていて、殺人鬼事件で彼女の加勢を受けた際に、〈口伝〉習得までの心構えを伝えた。
やや「天然」気味の心優しい童顔の少年で、やたらと女性にモテるハーレム体質でもある。反面、敵・味方の区分けがハッキリしていて、敵と認識した者には全く容赦がなく、仲間のためならリスクを無視して行動する危うい部分も持ち合わせている。
自身に向けられた攻撃を弾いたり、受け止めるのではなく、太刀筋などを見てかわす、流すという防御のための口伝〈天眼通〉をもつ。
イメージカラーは青。
ナズナ
声 - 名塚佳織
職業：神祇官／賭博師 種族：狐尾族
腕利きヒーラー。167cmとやや長身でスタイルも良いが、本人はそれらを持て余し気味。酒も飲まずに酔っ払う特技を持つ。
ソウジロウと同じく〈茶会〉の元メンバー。〈西風〉創立時からの最古参メンバーで、実質サブギルマス。ソウジロウの保護者みたいな立ち位置で、ギルド内でソウジロウにお説教できる一人。彼女以外にもう一人〈茶会〉出身のメンバーである沙姫は大災害時ログインしていなかった。
殺人鬼事件ではリーゼらと共にアカツキたちに説教し、彼女に〈口伝〉を習得させるための訓練にも付き合っている。女性レイド集団〈水楓の乙女〉の一人として、レイド終盤でMPの消耗で離脱したマリエールに代わりアカツキのサポートを担当。
通常、防御として使用する禊の障壁を空中移動のための足場として活用する口伝<天足通>を持つ。
現実世界では歯科助手。
イサミ
声 - 笹本菜津枝
職業：武士／会計士
青い羽織を着た少女。レベル90。真面目でしっかりした性格だが、根は内気で気弱な性格で、時には怖気づいてしまうこともある。「ソウジロウ優先主義」な旅団内では比較的常識人。
カワラ
声 - 井澤詩織
職業：武闘家（）
ソウジロウを「師匠」と呼んでおり、文字通りにかなり体育会系で単純な思考の持ち主。レベル90。よく「修行」と称してソウジロウと訳のわからない特訓をしている。漫画作品「西風の旅団」ではレベルというわかりやすい実力差のあるゲーム時代から強いと噂のある相手に勝負を挑んだりしていた。
アニメでは円卓会議主催の新人プレイヤー強化合宿に引率として参加している。サファギン襲撃時には小竜や他の引率者と共に急造パーティながら新人たちが退避するまでの時間稼ぎをした。
ドルチェ
声 - 山本祥太
職業：吟遊詩人
〈西風〉では数少ない男性メンバーで柔道着が似合うような屈強な体格だが、おネエ口調でしゃべるオカマ。武器はマラカス。事務担当で面倒見が良い。現実では料理も得意だそうだが〈料理人〉ではないため、その腕前は披露されていなかったが、「にゃん太班長・幸せのレシピ」ではアイテム「新妻のエプロンドレス」を装備してカレーコンテストに参加していた。
フレグラント・オリーブ
声 - 鷄冠井美智子
職業：森呪遣い 種族：エルフ
へそが出た服を着ている女性。高飛車だが陽気な性格で、お嬢様口調が特徴的な姉御肌であるが、ギルドメンバー（ソウジロウファン）内でも妄想癖が強く、興奮しすぎて鼻血噴いて気絶するタイプ。身長183cmとナズナよりも長身。呼び声の砦攻略戦時、レベル90。
キョウコ
声 - 諏訪彩花
職業：守護戦士
三番隊（書籍版およびアニメでは二番隊）の隊長で、パーティの前衛役を務める元気娘。首にスカーフを巻いた鎧を纏う。身長157cm。アキバで起こった殺人鬼事件最初の被害者で、蘇生後は女性レイド集団〈水楓の乙女〉の一人としてリーゼのサポートに徹する。
ひさこ
職業：召喚術師 種族：ヒューマン
発言した際の語尾が「…」となってしまうほど寡黙な少女。旅団内では数少ない生産職で倉庫番をしている。レベルもそう高くはなく、同時召喚可能数も6体まで。だが、あえて一度に召喚する数を抑えて誤魔化すなどけっこう策士。
チカ
声 - 種田梨沙
職業：盗剣士／海賊 種族：ヒューマン
仲間たちのコスプレ衣装を調達して来るなどお茶目な性格で、おふざけのレベルならくりのんと一緒にハシャいでいることも多い。女子学生の制服のような服装に身長143cmと小柄な体だが、使用する武器はダブルトマホークと豪快なタイプ。
サンディ
職業：施療神官 種族：法儀族
身長165cm。褐色の肌をもち、アライグマの耳しっぽフード付ローブにルーズソックスと特徴的な服装だが、物静かなタイプ。
くりのん
声 - 高野麻里佳
職業：施療神官 種族：ヒューマン
普段はやる気がなく、寝てばかりいる。旅団の女の子を目当てにギルドへ入ったため、旅団内では危険人物扱い。基本的に「女尊男卑」が信条でソウジロウに関してはどうでもいいか、むしろ嫌い。女好きは筋金入りで、たとえキャラクター設定が男性でも女性プレイヤーが演じているのを見抜く眼力を持つ。スキンシップ（ほぼセクハラ）が行き過ぎるあまり、他のメンバーからよく鉄拳制裁を受けるが、あまり効果がないうえ、かなりタフ。反面、周りに女子分が無ければ体調に影響するほどで男性と接触すると気絶するほどの男嫌い。
クロエ
職業：不明／不明 種族：狐尾族
漫画作品「西風の旅団」に登場。エターナルアイスの古宮廷で警備にあたっていたソウジロウとナズナの前に現れた謎の人物。その場に現れたエルフの老人（ジェレド=ガン）によれば、冒険者の魂魄情報を基に多くのアイテムを注ぎ込んで構築した「クローン」のような物。ステータス情報は文字化けしており読むことはできない。付与術師の設置型魔法「ソーンバインド・ホステージ」を武器の様に使うなど、高い戦闘力を持つがソウジロウとの相性的な点から敗北する。
数日後、アキバの街で幼児姿で復活した状態でソウジロウに拾われる。本人はソウジロウのこと以外にほとんど記憶がなく、「クロエ」という名前もソウジロウが付けた。ソウジロウを「パパ」と呼び慕っている。日に3-4時間起きる程度で1日の大半眠っているなど謎も多いが、起きている間は好奇心も旺盛な子供で旅団メンバーにも可愛がられている。

#### D.D.D
クラスティ
声 - 櫻井孝宏
職業：守護戦士／狂戦士 種族：ヒューマン
戦闘系ギルド〈D.D.D〉のギルドマスターで「ミ・ロード（総統）」と呼ばれる。長身で体格が良く、眼鏡を掛けた知的な風貌に似合わない「前衛職の守護戦士でありながら防御のための盾を捨てて両手斧を振るう」という果敢な戦闘スタイルで、サブ職業そのままの〈狂戦士〉の二つ名を持つ。フルレイド24人を4つ束ねたレギオンレイドの指揮経験も多い日本サーバでも20人ほどしかいない実力者。なにかと相手の考えていることを先読みしてあしらうため、レイネシアからは妖怪扱いされている。口伝〈空を征く瞳〉《ヒュペリオーン・アイ》 と〈追憶の断裁〉《ムネモシュネ・タブー》の2つを持つ。〈空を征く瞳〉は原作4巻の時点で開眼。仲間限定で、視界に入らないメンバーのステータスを脳内に想起させることができる。
武器の両手斧〈鮮血の魔人斧（）〉は、現在確認されている装備の中でも最大級の威力とHP吸収能力を備える、幻想級の武器。また、シロエたち〈茶会〉メンバーが持つものと同じグリフォンの召喚笛を持つ。
表情は常に冷静で底の知れない一面を持つ人物だが、高山を含む古参メンバーの数人は彼の本性が悪戯好きで飽きっぽいことを承知している。〈D.D.D〉も彼のとある興味から立ち上げられたギルドで、彼の興味が満たせるのならばギルドという形態でなくても良かったらしい。一見して冷静に見えるのは精神的な面で不感症気味なためであり、アイザックからは自分の生き死にに頓着しない戦い方を指摘されており、レイネシアからも危ぶまれている。
〈円卓会議〉成立後は議長となったため、シロエ、ミチタカと共に代表役として担ぎ出されることが多いが、6巻以降は〈七つ滝平定作戦〉の総司令官として出征中。だが〈D.D.D〉が「ギルマス抜きでも活動できるギルド」であるため、総司令官の出番はほぼなく、退屈で暇を持て余し気味だったが三佐が持っていた〈カラミティ・ハーツ〉の「フレーバー・テキストの顕在化」による転移現象に巻き込まれ、行方不明となる。
「ノウアスフィアの開墾（アニメ2ndシーズン第25話）」でカナミたちと中国サーバの放送局跡の通信設備にいたが通信が途中で途絶えたため、合流経緯は明かされていない。その際に布に巻かれた高山三佐の腕とおぼしきモノを所持している。アニメ版第3シーズン6・7話でその経緯が明かされ、虹の海に浮かぶ絶海の孤島・崑崙（こんろん）へたどり着いた後、魔女の典災・ブカフィに隷属を命ぜられるがそれを拒否、魂冥呪（こんめいじゅ）を掛けられ、中原（ちゅうげん）サーバーのユーレッド大陸へ放り出され、葉蓮仙女（＝パプス）に術を掛けられたエリアスとの戦闘時にカナミ一行と出会う。その後パプス戦時に、契約術式で魂冥呪の一部（記憶の再取得と典災からのHP吸収は可能）が変化しパプスを撃破。その後はカナミ一行と共にブカフィを倒しに向かっている。
現実世界では大抵のことは並み以上にこなす天才タイプ。本名は「鴻池晴秋（こうのいけ はるあき）」。名家の出身だが、いわゆる「妾腹」で本家筋からは疎まれており、韜晦する意味でもエルダーテイルに傾倒していた。なぜか本家の祖父（クラスティをして「妖怪」と称される人物）には気に入られているほか、レイネシアと同じような態度の妹がいるらしい。〈大災害〉以降に何度か死んだため、猫を飼っていた記憶はあるものの名前と姿形の記憶が失われている。
クラスティ・タイクーン・ロードでリアルネームが明記された。
イメージカラーは金と藍。
高山三佐（たかやまみさ）
声 - 名塚佳織
職業：吟遊詩人／剣聖 種族：狼牙族
〈D.D.D〉のメンバーでは〈三羽烏（Drei-Klauen）〉とも呼ばれクラスティの補佐役を務める軍人風の女性。本来の役職はレイド作戦本部長で、大規模戦闘時は「戦闘そのものには参加せず、戦場を俯瞰して各部署に指示を出す」ための戦場哨戒班の司令塔を担う。口伝〈伝令神の網〉《ヘルメス・リンク》を持つ。
整った容貌だが化粧っ気がなく目つきが鋭い、軍人めいた言動とあいまってギルド内では男性メンバーを中心に恐れられており、愛称は「三佐（さんさ）」。本人も周囲から怖がられている自覚がある。瞳は黒に少し青みが入っており、褒められると嬉しいお気に入りのポイント。アニメ12話で判明したことだが、かなりの甘党。
武器は軍用両手鎌〈カラミティ・ハーツ〉だが、このアイテムが「フレーバー・テキストの顕在化」による転移現象という思わぬハプニングを引き起こし、その際に片腕欠損というダメージを負い、一か月ほど寝込んだ。その後、腕が再生しないため、クラスティが転移した先に存在すると判断し、〈RADIOマーケット〉と〈ロデリック商会〉の共同開発製品である義手をつけるようになる。
現実世界での仕事は保育士。現実世界でもあまり言動に変化はないが、園児からは人気者。絵心があり、功績を挙げたギルドメンバーに手描きのイラストを付けたアイテム「頑張りましたカード」を配ったりもしている。アニメ版ではその現実世界の仕事を活かして、クラスティの現状をわかりやすく一斉に伝えられるように人形劇を考案した（アニメ版第3シーズン6・7話）。
リーゼ
声 - 村川梨衣
職業：妖術師／軍師 種族：ハーフ・アルヴ
〈D.D.D〉のメンバー〈三羽烏〉の一人で教導部隊隊長。お嬢様風の金髪縦ロールで、引っ込んでいるところは引っ込んでいるが、出ていてもいいところも引っ込んでいる。特徴はスラリと長い手足。外国のファッションショーに出てくるようなほっそりモデルさんタイプ。身長168cm。
規律正しく真面目な性格で記憶力もいいため、教導部隊の隊長は適役なのだが、その性格ゆえに同僚の男性からからかわれることも。しかし、それは愛情の裏返しであり、ギルド内にはファンも多い。普段のお嬢様風口調はいわゆるロールで、打ち解けた相手には稀に素のしゃべり方が出る。原作6巻の時点で開眼済みの口伝〈賢者の石版〉《ケイローン・タブレット》は、戦闘中に目を凝らすことで対象とした敵の被ダメージやデバフの状態を文字情報として確認できる。
アキバ殺人鬼事件の際は無茶をしたアカツキとレイネシアを説教し、ヘンリエッタと協力して殺人鬼討伐作戦を練り、円卓会議には殺人鬼討伐に向け「夜間外出禁止令」などを提案。レイドメンバーを広く募集するとともに、戦闘での連携訓練を〈D.D.D〉メンバー主体で行い、女性レイド集団〈水楓の乙女〉を結成。討伐当日は、自身を含めたレイド参加者24人のほか、ギルド会館で菫星との会談に臨むレイネシアとヘンリエッタとも連携してみせた。
7巻でクラスティが行方不明となり、高山もしばらく寝込んでしまったため、ギルマス不在のギルドを切り回すのに四苦八苦している。またギルド幹部の一人であるためクラスティの代理として〈円卓〉にも顔を出している。
レイネシアの護衛にマイハマへ赴き、アイザックらとコーウェン家のボディガードに付くが、レベル92時、〈常蛾〉の大量出現で〈アキバ〉へ戻り〈呼び声の砦〉攻略戦に参加。しかし、シロエのガタガタの戦略により、彼に対して一時は幻滅していたが、シロエの全力管制戦闘を目の当たりにし、シロエ本来の実力をあの程度だと思って甘く見ていた自分とギルド内で「教導部隊隊長」ともてはやされ、鼻が高くなっていた自分に気づき、まだ未熟であることを悟る。
アニメ版第3シーズン3話では、〈D.D.D〉解散後に再構成された新ギルド<D3-Hub>の実質的ギルドマスターに就任。エレイヌス戦では、レベルを下げられて苦戦しつつも、エンカウントした敵の特性等を詳細に記録し、ミノリら年少組に後を託した。
現実世界では清瀬市出身の高校生。両親や教師に対し聞き分けのいい優等生を演じていたが、ゲーム内で〈D.D.D〉に加入したことをきっかけに、自分が小さな世界しか見ていなかったことに気づいた。
狐猿（こえん）
職業：暗殺者 種族：ヒューマン
「ゴザル」口調で話す男性プレイヤー。そのため、通称は「ゴザル」。〈D.D.D〉ではリチョウと同じく資材管理部に属し主に施設管理を担当する。アニメ版では教導部隊隊長リーゼによるレイドパーティ〈水楓の乙女〉の戦闘訓練や、シロエによる〈呼び声の砦〉攻略作戦に参加している。〈呼び声の砦〉攻略時のレベルは94。
リチョウ
声 - 山本祥太
職業：武闘家 種族：猫人族
〈D.D.D〉においては資材管理部のトップを務める長身の男性プレイヤー。毛並みが金と黒であることとその長身から猫というよりは虎といった印象、また白くフサフサとした口髭と顎髭も特徴的。狐猿とともに〈水楓の乙女〉の訓練や〈呼び声の砦〉攻略に参加。〈呼び声の砦〉攻略時のレベルは92。
ユタ
職業：武士 種族：ヒューマン
赤い髪とそばかすが特徴の男性プレイヤー。腰には2本の刀を提げており戦闘時に仮面のようなものをつけて目元を隠す。狐猿同様、リーゼが結成した女性レイドパーティの訓練に参加。
ユズコ
職業：召喚術師 種族：ヒューマン
女性プレイヤー。〈水楓の乙女〉の一人にして、〈呼び声の砦〉攻略メンバー。〈呼び声の砦〉攻略時のレベルは91。〈D.D.D〉では資材管理部に属し主に通信関連を担当する。
アニメにも登場して台詞もあるのだが、キャストが公表されていない。

#### 黒剣騎士団
アイザック
声 - 日野聡
職業：守護戦士／剣闘士 種族：ヒューマン
大規模戦闘を得意とする戦闘系ギルド「黒剣騎士団（）」の団長（ギルドマスター）。
自身が手に入れた幻想級アイテム〈苦鳴を紡ぐもの（）〉から〈黒剣〉の二つ名を持つ。明朗快活な暴れん坊で、歯に衣着せぬ言動から周りの反感を買いがちだが、それは仲間思いな部分の裏返しである。
イメージカラーは黒。
レザリック
声 - 斎藤寛仁
職業：施療神官 種族：ヒューマン
ギルドの倉庫管理人で資産帳簿や運営管理面を担当している。常識のある人物でサポート役に回ることが多く、ノリと勢いで行動するメンバーに一人で苦労していた。

#### ホネスティ
アインス
声 - 西田雅一
職業：神祇官／学者 種族：ヒューマン
戦闘系ギルド〈ホネスティ〉のギルドマスター。「先生」とも呼ばれる落ち着きのある知性派で、情報の共有を信条としている。円卓会議成立後は「妖精の輪」の完全調査を担当している。
アキバで進む冒険者間の格差問題を憂慮し、生産レシピの公開や財産の再分配を含む救済策を提案する。しかし、円卓会議で危機感が共有されていないことと、その提案の強引さから、反発を受ける。（10巻）
円卓会議崩壊後、〈ホネスティ〉が事実上解散したためにアキバを発ち、ミナミへと向かう。
シゲル
職業：武士／筆者師 種族：ヒューマン
〈ホネスティ〉の幹部にして副官。文化人類学の大学教授で、フィールドワークを生業にしていた。現在も〈大地人〉少数民族の研究を続けている。見かけはガタイのいい若者だが、それなりに年を取っている。実年齢が実年齢だけに言葉の言い回しが少々古風。理屈っぽい性格の反面、基本的に面倒見が良い。〈妖精の輪〉の捜査には、任務以外にはあまり関与しておらず、主に他のギルドの助っ人やギルドの事務仕事を中心に活動している。〈ホネスティ〉内での抗争については中立派を取っている。
菜穂美
職業：召喚術師／占い師 種族：ヒューマン
〈ホネスティ〉の幹部の一人。通称『マダム』で、低い声のおネエ口調が特徴だが、歳は20代前半の女子大学生。
TOSHI
職業：守護戦士／ 種族：猫人族
〈ホネスティ〉の幹部の一人。皮肉屋でリアリストな一面を持つ。
はるはる
職業：妖術師／ 種族 : エルフ
〈ホネスティ〉の幹部の一人。

#### 海洋機構
ミチタカ
声 - 後藤ヒロキ
職業：武闘家／鍛冶屋 種族：ヒューマン
生産系ギルド〈海洋機構〉の総支配人（ギルドマスター）。屈強で豪快な性格の男性。「豪腕」の異名を持つ。
〈円卓会議〉設立後は生産系の代表として副議長の立場にあるが、どちらかと言うと会議設立以後に発生している新技術や発明に関する情報を追いかけるのを楽しんでいる。もっとも、これは生産系ギルドのメンバー全般の傾向で、イースタル領主会議の招待を受けた際に生産系代表として円卓会議副代表役を振られるとロデリック、カラシンと「11回勝負のジャンケン」を行い、それに負けて副代表役を引き受けることになった。
クラスティやシロエが必要に応じて外に出張っていってしまうため、留守居のように後方での交渉役などを引き受けることが多い。
現実世界では主任クラスのサラリーマン。
イメージカラーは黄。
カーユ
声 - 村田太志
職業：武士 種族：ヒューマン
生産系ギルド〈海洋機構〉のメンバー。物言いが少々軽いが、情報収集が得意。
白虹（びゃっこう）
声 - 高橋未奈美
職業：召喚術師／アンデッドハンター 種族：ハーフアルヴ
アニメ第2シリーズに登場。アキバの殺人鬼討伐の際の訓練が行われているところにセイネと共に現れ、アキバレイドでは〈水楓の乙女〉の一人として活躍した。その前日談となるTRPGリプレイ第3巻には、アニメへの登場を事前に知っていた原作者の発案で「セイネの友達になる冒険者」として登場し、話の流れからガンダムオタクの設定が追加されている。セイネの数少ない友達の一人だが、自身も友達が少ないらしい。

#### 第8商店街
カラシン
声 - 岡本信彦
職業：召喚術師／交易商人 種族：ヒューマン
生産系ギルド〈第8商店街〉のギルドマスター。「若旦那」とも呼ばれていて、交友関係の広さを武器とする気さくな青年でフレンドリストも登録の限界まで埋まりつつある（10月時点で980人）。マリエールとは駆け出しの頃からの旧友。
前述のフレンド登録数もあって「生産系ギルド連絡会」やイベント開催などの関係で矢継ぎ早に連絡が来て身動きが取れなくなることもしばしば。〈七つ滝平定作戦〉の際には主要メンバーバックアップのための後続部隊として出征したが、同時にシロエからイースタルに伝承する民話の収集を依頼されていた。
口伝・〈マルチライン〉を持つ。
現実世界では広告代理店に勤務。かなり大手のようで、赤坂にあるビルで下っ端仕事をしているという。アイザック曰く「コーコクのイートコ」だが、自身の才覚で商売を行う楽しみを知り、もし現実世界への帰還が叶ったとしても脱サラして独立するつもりの模様。
イメージカラーは桃。
タロ
声 - 室元気
職業：森呪遣い／見習い徒弟 種族：狼牙族
生産系ギルド「第8商店街」のメンバー。口調に似あわず頭の回転は速い。アシュリンと仲が良い。

#### ロデリック商会
ロデリック
声 - てらそままさき
職業：召喚術師／調剤師 種族：法儀族（）
生産系ギルド〈ロデリック商会〉のギルドマスター。〈円卓会議〉評議員。学者然とした青年で、研究に夢中になると昼夜の区別もつかなくなる。評議員としての仕事もサボり気味で、それと引き換えにシロエから調査・研究を依頼されている。連絡役となっているにゃん太との付き合いがある。
「妖精薬師」の二つ名を持ち、〈大災害〉によってゲームで設定したキャラクターとリアルの自己との身体的違和感を覚え、苦しんでいたプレイヤーたちのために〈外観再決定ポーション〉（廉価版）の量産に成功した。
イメージカラーは水色。
ミカカゲ
声 - 加隈亜衣
職業：森呪遣い／料理人 種族：ヒューマン
「製菓職人」の少女。第6巻で登場し、サブ職業によるアイテム作成の制限が緩和されていることを報告する。また、殺人鬼討伐を願うレイネシア姫に集った水楓の乙女の一員となり、討伐戦でアカツキを回復呪文で支援する。
地球世界では調理師専門学校に通う学生であり、製菓職人（パティシエ）を目指している。
アリー
ミカカゲに〈森呪遣い〉の特技で召喚されたアルラウネ。ミカカゲの手伝いをしながら常に一緒に行動しているが、人見知りで怖がり。ミカカゲとお揃いの服を着ている。ミカカゲの動作に追従することで森呪遣いの特技効果を増幅する能力を持つ。

#### グランデール
ウッドストック=W
声 - 白熊寛嗣
職業：暗殺者／調教師 種族：ドワーフ
「グランデール」のギルドマスター。元「黒剣騎士団」のメンバーで「キャノンボール」の二つ名をもつ髭を蓄えた強面だが、アイザックからはギルドについてこられなくなったヘタレ扱いされており、実際PK問題に関してはソウジロウとアイザックに丸投げした。
「中小ギルド連絡会」の中核を担っていた1人であり、中小ギルドには横方向のネットワークを持つ。そのため円卓会議に招集された。
ワイバーンを使っての郵便事業を始める際、円卓会議を離脱した。郵便屋は中立的な立場で無ければならないと言うことがその理由（アニメ版第3シーズン8話）。

#### RADIOマーケット
茜屋=一文字の介（あかねや いちもんじのすけ）
声 - チョー
職業：妖術師／機工師（） 種族：ヒューマン
「RADIOマーケット」のギルドマスター。「ご隠居」とも呼ばれているシロエと同等以上のプレイ歴を持つ古参プレイヤー。
細工師の上位職である機工師を持つ変わり者でひねくれているが、アキバでは有名人であり、そのひねくれ具合を慕う者もいる。ウッドストック同様「中小ギルド連絡会」の中心人物の1人でもあったため、円卓会議に招集された。
「七つ滝平定作戦」の際には主要メンバーバックアップの後続部隊として出征した。

#### ハーメルン
シュレイダ
声 - 宮下栄治
職業：召喚術師 種族：ヒューマン
悪徳ギルド「ハーメルン」のメンバー。46レベル。初心者救出作戦の際にミノリ、トウヤを追いかけていたところをアカツキに撃退された。アカツキのメンバー調査からは漏れていたらしい。
アニメではトウヤや五十鈴たち初心者パーティの引率をしているが、初心者たちと2倍近くあるレベル差を「師範システム」による是正もせず、狩りで陣形が崩壊するのも初心者のせいにしていた。また、救出作戦の際にトウヤたちに「自分たちにはもう帰る場所なんてない」といった発言をしている。
トモシビ
声 - 古川慎
職業：不明 種族：ヒューマン
「ハーメルン」のメンバー。西部劇風の男性。EXPポットの取引を行っていた。
くすぶる稲妻
声 - 古川慎
職業：暗殺者 種族：ヒューマン
「ハーメルン」のメンバー。忍者風の男性。シロエたちと示し合わせての脱出を実行しようとしたトウヤたちを妨害した。

#### ドレッド・パック
スマッシュ
声 - 後藤ヒロキ
職業：盗剣士 種族：狼牙族
「ドレッド・パック」のPKリーダーを務める盗族風の男。先端が鉤状になった剣の二刀流。アニメでは第1期第1話から登場し「何なんだよこれは！」と叫んでいる。シロエ達とのPK時に敗北濃厚となった際、土下座をして奇襲をかけるもアカツキによって神殿送りにされた。軽食販売クレセントムーンの開店に出くわし、マリエールのセールスにニヤけながらも買い物は仲間（リコピン）に投げる調子の良い部分もある。その後ギルドメンバーと屋台からはじまって釣り具屋やフィギュアショップを開いている。イベントごとに売るものを変えているようで、クリスマスにはケーキを、バレンタインにはチョコレートを売っていた。
リ=ガンの魂魄理論の説明にも登場。死亡して大神殿に送られる前にストロガノプの魔法で蘇生するも、大量の経験値を失っていることに気づき真っ白になっていた。
原作ではギルドメンバー共々名前も明らかにされておらず、出番もごく一部しかない。
リコピン
声 - 佐藤奏美
職業：盗剣士  種族：エルフ
褐色肌のエルフ女性。長く伸ばした髪を短髪風に段を付けて襟足で括った髪型。両手にチャクラムを持つ。シロエたちとの戦闘ではカツオ丸とスマッシュが神殿送りになり、戦意喪失で敗走した。アニメではクレセントバーガーの初客となり、ほぼひと月ぶりの「味のある食事」に感涙していた。その後ギルドメンバーと屋台を開きカツオ丸とともに料理をしていた。
アニメ版第3シーズン1話では行方不明になっており、尋ね人のポスターが貼られていた。
原作では彼女にあたるキャラクターは「長髪の盗賊」と描写されている。
カツオ丸
声 - 村田太志
職業：武士  種族：ヒューマン
顔に大きな傷とひげがある鎧を纏う戦士。武器は大鎚。シロエ達とのPK時にはシロエと直継の連携により最初に神殿送りとなった。ソウジロウと違って鎧は「なんちゃってサムライ風」で、アイデンティティなのか非戦闘時でも脱ごうとしない。その後ギルドメンバーとともに屋台を開いた時も、鎧姿にエプロンを付けて調理していた。また、「ゴブリン王の帰還」に伴う大規模戦闘では、シロエが担当する通信隊の一人として参加している模様。
対応する原作のキャラクターの武器は刀だった。
ストロガノプ
職業：施療神官 種族：ヒューマン
魔術師風のローブを着た青年。回復役らしいが、シロエたちとのPK時には真っ先に眠らされた。他の三人に比べると台詞もないうえに出番も少ない。23話の「天秤祭」では自分たちがPKしたミノリ、トウヤに出くわして上記の三人と共に平謝りして、ゆるくないゆるキャラのフィギュアを大量に持ち帰るミノリたちに手を振っていた。
他に妖術師、召喚術師の2名がいるが名前は不明。アニメでは2人ともアカツキに倒され、森の中から引っ張り出されていた。

#### にゃんこ亭
全員TRPGリプレイで初登場、その後アニメにも登場している。TRPG版の特徴として、複数のサブ職業をセッション毎に切り替えて使い分ける。
セイネ
声 - 種田梨沙
職業：盗剣士／占い師・辺境巡視 種族：狼牙族
〈ノウアスフィアの開墾〉が導入される日に辺境の島〈マテル島〉でクエストをしており、そこで〈大災害〉に巻き込まれた。何かあるたびに「友達がいない」発言をしている。〈にゃんこ亭〉の設立にあたってギルマスに指名された。
年齢の近いマスダさんや自分と同じ女の子であるナギのことは数少ない友人として大切にしている。ウルフとは〈大災害〉以前からの知り合いだが、彼の日頃の言動のせいで扱いはぞんざい。ウルフがセイネのために傷つきながらアラカビとの戦いに付き合った後はさすがに罪悪感を覚えて借りを返そうとするが、返すどころか逆に助けられてばかりなため、実現できていない。
アニメではレベル92。アキバ殺人鬼事件の際に、アキバを舞台とした大規模戦闘に備え連携を中心とした訓練をしているリーゼたちのところに、冒険者の白虹に連れられて合流、ナイフ投げを披露し全ての的をど真ん中で命中させている。レイド当日には召喚術師のユズコとパーティを組み、アカツキとマリエールのサポート役としてネルレスを攻撃し、時間稼ぎをした。〈円卓会議〉が〈典災〉についての会議を開いた際にはシスラウの件を報告した。
ニコ
声 - 大久保瑠美
職業：幻獣／ペットモンスター 種族：リュンクス
セイネがマテル島でのクエストで手に入れた、人語を話すヤマネコ。普段は仔猫の姿をしているが、必要に応じて巨大なサーベルタイガーに変身してセイネをサポートする。彼のぬいぐるみをヘッジホッグ・AKが作りヒットしたことがきっかけとなって、〈にゃんこ亭〉はギルドハウスを手に入れることができた。
ウルフ
声 - 東地宏樹
職業：武士／狩人・料理人・大工 種族：ヒューマン
名前は「ウルフ」だが種族はヒューマンであり、常に狼の面（マジックアイテム「森渡りのウルフヘルム」）を被っている。その風貌は原作者に「アニメの主題歌を歌っている感じ」と言われている。戦闘時は上半身は素肌の上に直接鎧を着ており、料理をする時は上半身裸でエプロンは着けない。現実世界ではデイトレードで稼いでおり、就職したことがないと語っている。
セイネを「セイネたん」と呼び、〈大災害〉以前からストーキング行為を繰り返していた。マテル島でのセイネのクエストに付き合っていたため、セイネと共に巻き込まれた。セイネが絡むと悪い面が目立つが、そうでない時は理知的で気配りができる男であり、見た目やセイネとの絡みを除けばギルド内では一番の常識人。その意味では仲間たちから信頼されている。良くも悪くもセイネのことを知り尽くしており、彼女のコミュニケーション能力の低さを心配する描写もある。〈にゃんこ亭〉設立以前はソロプレイヤーだったが、アキバではそれなりに顔が広く、シロエとは〈大災害〉以前から知り合いだったという意外な交友関係がある。そのシロエからは密かにライバル視されている。
殺人鬼騒動終息時にはキーボードを叩く仕草をしながら顔を赤らめていた。
ヘッジホッグ・AK
声 - 屋良有作
職業：召喚術師／見習い徒弟・裁縫師 種族：法儀族
78歳で「エルダー・テイル」歴18年。現実世界では「エルダー・テイル」の関連グッズを製作している会社の社長。
裁縫師になってからは山羊スライムのぬいぐるみを作っているが、仲間たちからは「邪教信仰みたい」「邪神像にしか思えない」など散々な評価をされており、本人も邪神像と言ったことがある。山羊スライムのぬいぐるみを5万個も作る、ギルドハウスの契約をする際に独断で仲間たちの分まで契約書に署名捺印するなど、しばしば大胆かつ後先を考えない行動で仲間たちをハラハラさせたり、場当たりな発言でその場をしのいだりする。メンバーでは最年長であるが故の冷静な判断や人情家な部分を見せることもあるが、これらの日頃の行いが災いして、ギルドメンバーからはあまり信頼されていない。リプレイ第3巻では、後述のアイザックとの件で真剣に悩んでいたマスダさんに相談を受けるも、その場しのぎの発言に失敗して信用を失う羽目になった。
山羊スライム
AKが考案したモンスターのぬいぐるみ。通称「山羊スラ」。AKによって5万個も作られ、〈にゃんこ亭〉の倉庫に大量の在庫を抱えることになった。その後、リプレイの本文や注釈で「夜な夜な『買ッテ』『買ッテ』と言いながら後をついてくる」「歯茎から血が出る」「いつの間にか1000個増えている」「火をつけると悲鳴を上げる」など、数々の怪奇現象が語られている。リプレイ第4巻では〈ロデリック商会〉が開発した「山羊スライム戦車」のモデルであると共に燃料にもなっており、最後の戦いの後で山羊スラ戦車の中に残っていた複数の個体が生命を得て野に放たれるというシュールな現象を発生させた。
当初はAKのプレイヤーの丸山くがねがネタ的に発言しただけのものだったが、リプレイ内でAKが最初の1体を作って以降その存在感を増していき、アニメにも登場するに至っている。
マスダさん
声 - M・A・O
職業：神祇官／料理人・交渉人 種族：ヒューマン
「さん」までが名前だが、これは名前を登録する際に間違って入力してしまったため。さん付けで呼ぶと「マスダさんさん」という奇妙な呼び方になってしまうため、PC配信ドラマでは「マスダさんでいい」と発言している。能力値は支援・回復に特化しており、仲間がいればその能力を存分に発揮できる反面、自身の攻撃力はゼロに等しい。そのような特殊なビルドでありながらソロプレイヤーだったため、レベルを上げるのに苦労していたらしい。服のセンスが悪く、普段は巫女服の上からスカジャンを羽織っている。現実世界ではゲームデザイナーを父親に持つ16歳の女子高生で、父親をろくでなしと見做しながらも彼から得た知識や経験を生かす場面もある。〈疫毒事件〉の際にはアイザックを相手に「自分が持つ情報をすべて開示せずに相手が持つ情報を引き出す」という巧みな交渉術を披露するも、後にそのことを「アイザックを騙した」と考えて負い目を感じるという生真面目な面がある。

#### その他（アキバの街）
多々良（たたら）
声 - 金元寿子
職業：武士／刀匠 種族：ドワーフ
鍛冶職中心の生産系ギルド「アメノマ」の刀匠たる女性。無口で無愛想で人見知りが激しい。
6巻で、アカツキが通う刀売り場の店番として登場。販売した刀を買った人物が、刀のフレーバーテキストの顕在化が原因でレイドモンスター化し、殺人鬼となってしまう。その殺人鬼に立ち向かうアカツキに、自らが願いを込めて打ち直した刀「喰鉄虫・多々良」を贈る。
マグス
職業：妖術師 種族：ヒューマン
『ログ・ホライズン 西風の旅団』に登場。眼鏡を掛けた陰気な男。ソウジロウに執着しており、「西風の旅団」メンバーからは危険人物指定を受けている。レベルは72とそう高くはないが、PKを利用して特技やアイテムの有効具合を確認する戦法をとっている。ギルドには所属していないが、「ハーメルン」をはじめ、PKなどを行う悪徳ギルドをそそのかしている。
プレイヤーは女性（声を聞いたナズナも中学生くらいの男子かと思っていた）。現実では対人恐怖症の気がありサンディいわく「ゲーム弁慶」。大災害で他人との距離を隔てるものが無くなって動揺していた時に唯一人歓声を挙げていたソウジロウを目にとめた。ソウジロウの一番になって彼を独占しようと活動していたが大災害以後の世界はけしてゲームではないと諭される。
西風の旅団が集結したことに対してハーメルンから（既にEXPポットの販路は成立していたこともあって）見限られるが、自身が「駒」扱いしていたパッシータたちに「仲間」として見捨てられなかったことには涙した。敗北したことでソウジロウの前から消えようとしたが、ソウジロウからは再会することを求められた。
その後、三日月同盟の店舗「クレセントムーン」に協力するソウジロウたちが、他のプレーヤーに詰問されているところに大上段な態度であらわれ、内心では他者におびえながらもパッシータたちの励ましもあって他人任せなプレーヤーたちに活を入れた。その際にはフードを被っていたが、手に入れた限定アイテム「外観再決定ポーション」で本来の性別である女性に戻っていた。女性服（装備）に着替えているが、見た目的には髪が伸びただけで大きな変化はない。
後にアニメにもワンカットだけ登場。ドルチェと親しくなっていた。
パッシータ
職業：不明 種族：ヒューマン
漫画作品『ログ・ホライズン 西風の旅団』に登場。「元」ハーメルン所属。マグスと共に初心者を勧誘していたが、態度が高圧的でガラが悪い。その際に接触したイサミに悪感情をもってチョッカイを掛けようとしてソウジロウに片腕を斬り落とされる。躊躇することなく行動できるソウジロウに対してコンプレックスを感じている。
マグスからは体の良い「駒」として見られていたが仲間意識を持っており、マグスを見限ったハーメルンに反発してコーザと共にギルドを抜けた。高圧的な態度も実は大災害後のストレスなどからくる解消行為でしかなく、ハーメルン脱退後はイサミたちに土下座して詫びていた。
マグスと共に行動を続けており、人前に出て怯えるマグスに「いつも俺たちにしているみたいにしろ」と励ました。ソウジロウに敬語を使うようになったほか、マグスをおちょくるくらいは余裕が出てきていた。
コーザ
職業：不明 種族：ヒューマン
漫画作品『ログ・ホライズン 西風の旅団』に登場。「元」ハーメルン所属。パッシータと共にマグスと行動している。パッシータと示し合わせ、先回りをしようとしてかえって遠回りしてしまうなど少々間が抜けている。
マグスを見限ったハーメルンに反発してパッシータと共にギルドを抜けた。
ユーマ
職業：盗剣士 種族：ヒューマン
アプリ作品『ログ・ホライズン 新たなる冒険の大地』の主人公。
ピンキー
職業：付与術師 種族：ドワーフ
アプリ作品『ログ・ホライズン 新たなる冒険の大地』に登場。
ツガルMUSIC♪
職業：吟遊詩人 種族：ヒューマン
アプリ作品『ログ・ホライズン 新たなる冒険の大地』に登場。
デイジー
職業：妖術師 種族：法儀族
アプリ作品『ログ・ホライズン 新たなる冒険の大地』に登場。
ルック
職業：盗剣士 種族：エルフ
アプリ作品『ログ・ホライズン 新たなる冒険の大地』に登場。
ヒバリ
職業：武士 種族：ヒューマン
アプリ作品『ログ・ホライズン 新たなる冒険の大地』に登場。
キッド
職業：守護戦士 種族：猫人族
アプリ作品『ログ・ホライズン 新たなる冒険の大地』に登場。
ラスト
職業：森呪遣い 種族：ハーフ・アルヴ
アプリ作品『ログ・ホライズン 新たなる冒険の大地』に登場。
スピカ
職業：武闘家 種族：エルフ
アプリ作品『ログ・ホライズン 新たなる冒険の大地』に登場。
ダイス
職業：吟遊詩人 種族：ヒューマン
アプリ作品『ログ・ホライズン 新たなる冒険の大地』に登場。
シルヴィア
職業：召喚術師 種族：狐尾族
アプリ作品『ログ・ホライズン 新たなる冒険の大地』に登場。
夢乃
職業：暗殺者 種族：狼牙族
アプリ作品『ログ・ホライズン 新たなる冒険の大地』に登場。

### アキバ以外の冒険者

#### シルバーソード
ウィリアム=マサチューセッツ
声 - 中村悠一
職業：暗殺者／狩人 種族：エルフ
当初はアキバに本拠地を置いていた戦闘系ギルド「シルバーソード」の野戦指揮官（ギルドマスター）。銀色の眼をもつエルフの青年で「ミスリルアイズ」の二つ名を持つ。「円卓会議」結成のための会議に呼ばれたうちの1人だが、シロエからの提案に興味を持たず、早々に席を立った。「円卓会議」設立後はススキノへ移転、暴れていた無法者を叩きのめして街の顔役的な立場に収まっている。
行動力自体は高く、「大災害」以前から外国サーバーへの遠征経験があり、大神殿での復活が確認された際にも真っ先にタウン外への探索および戦闘訓練を行っていた。「弓使い」であり、同じ暗殺者でも近接攻撃に特化したアカツキとは対極の位置にある遠距離射撃を得意とする。
シロエから「奈落の参道」を攻略するための大規模戦闘に協力を求められ、ギルドメンバー19人と共に参戦し、第3パーティのトップとしてフルレイド24名の総指揮官を務める（この時点でレベル95）。「奈落の参道」攻略後はススキノを去るシロエに、遠まわしに「何かあったら連絡しろ」と告げた。
〈常蛾〉によるススキノ襲来においては先頭に立ちススキノを防衛、シブヤのレイドチームがタリクタンを撃破するまで守り抜いた。
実は新人プレイヤー時代に「放蕩者の茶会」の存在を知って加入を目指していたが、レベル90に到達する頃には「茶会」が解散してしまった。そのため「茶会」メンバーだったシロエには長い間憧れを抱いており、「大災害」後にも、自分が不可能だと諦めたアキバの改善をやってのけたことで尊敬を新たにしていた。
現実世界では高校生ながら生活のすべてが「エルダー・テイル」のためと豪語する筋金入りのゲーマー。短気で口下手なため友人がおらず孤立しがちなタイプだが、ギルドメンバーとの交流を通じて成長を重ねてきた。漫画『にゃん太班長・幸せのレシピ（5巻収録の25話）』では、未成年ゆえにギルドの宴会でも酒は飲まず、ギルメンの飲みすぎを心配してシロエやにゃん太に相談に来るなど、根は真面目な少年。
イメージカラーは銀。
円卓崩壊の後、アキバ総選挙当日に復旧したトランスポートゲートからアキバへ戻り、新生円卓会議に参加。

#### Plant hwyaden

##### 十席会議
濡羽（ぬれは）
声 - 斎藤千和
職業：付与術師／娼姫 種族：狐尾族
ホームタウンの1つミナミを統一した巨大ギルド「Plant hwyaden（）」のギルドマスターで幹部会「十席会議」の第一席を務める妖艶な女性。「西の総領」「西の納言」とも呼ばれている。ステータスを誤魔化す新魔法（口伝。ミナミでは「オーバースキル」と称する）「情報偽装（）」の開発や、限定的ながらタウンゲートの再稼働に成功している。これにはゼルデュスが開発した技術「凝魔鍛術」を用いた模様。ミナミ統一に際してはこれらを利用してミナミの衛視システムを掌握し、斎宮家に近付いて資金を得たのち、シロエがギルド会館を押さえたのに対して濡羽は「大神殿」のゾーン所有権を購入した。ギルドマスターという地位にあるが副官的立場であるインティクスには逆らえず、実質的な主従は逆転している。
ゲーム時代から面識がある同職のシロエに好意を抱いており「Plant hwyaden」に勧誘するが断られる。しかし、誘いを断って濡羽の「敵でいる」というシロエの言葉を大切な「約束」と考えている。
蠱惑的なほほ笑みと肉感的な肢体を持つが、少女の頃は痩せぎすでぼさぼさ頭の不器量（アニメでは地味）な女だった、とうそぶいている。過去には親からの虐待や同級生たちからのいじめを受けていたらしく、生きるために援助交際を行なっていたことを匂わす描写もある。また成長して自身を着飾るようになってからもそのコンプレックスが晴れず、夜はその幻影に苛まれて眠ることができず、爪を噛む癖がある。「大災害」以前から現実もゲームも関係なくサバイバルを強いられてきたと認識している。そういった生い立ちのため精神的に非常に屈折して歪んでおり、中身が腐っていると自虐している。常に嘘の笑顔を浮かべて麗人らしく振舞うが、内心では全く笑っておらず周囲に対しても冷淡な感情を抱いていた。そういう誰にも見抜かれたことのない内心をあっさり見抜いたトウヤのことに驚いており、そんな自分を心配して無理に笑わなくていいと掛けてくれた言葉に何か思うところがあった模様。
付与術師としては敵の行動を阻害する「クラウドコントロール」を得意とするタイプ。
作中3月に、理由は不明だがミナミを抜け出したらしく、ミノリたちアキバの低レベル組が魔法鞄の素材集めに出た道中で、情報偽装した状態のダリエラとして知り合い、サフィールの町まで行動を共にする。そしてサフィール防衛戦の最中に、彼女を追っていたロレイルに発見され、ダリエラを仲間として扱ってくれたミノリたちへの「ほんの少しの助力」として鋼尾翼竜（ワイヴァーン）の殲滅を命じた。
「ノウアスフィアの開墾（アニメ2ndシーズン第25話）」において、〈常蛾〉の襲来を経て円卓会議との対話が必要だと言うカズ彦に対してそれを否定するインティクスに初めて反逆し、Plant hwyadenの代表として自らが表舞台に立つことを宣言する。
イメージカラーは紫。
ダリエラ
声 - 斎藤千和
職業：年代記作家／二級市民 種族：ヒューマン
旅の物書きを名乗ってシロエの前に現れた濡羽の「情報偽装」による変装。「Plant hwyaden」の本拠地・イコマを抜け出してあちこちふらふらしている時はこの姿でいるが、情報偽装は「本来のステータスにある能力」を使うと解けてしまう。
アニメ版においてはエターナルアイスの古宮廷の庭で「大地人」の子供達にシロエの行なった新たな魔法の寓話を語り、「天秤祭」が行われているアキバの街にも姿を現している。
秧鶏（くいな） / インティクス
声 - 大原さやか
職業：妖術師／エルダーメイド 種族：エルフ
「Plant hwyaden」の幹部会「十席会議」の第二席に就いている。
「放蕩者の茶会」の元メンバー。「茶会」時代はリーダーであるカナミに心酔し、その忠実なメイドとして仕えていたが、カナミがリアル事情を優先して「エルダー・テイル」を休止するという宣言を受け、その感情は反転して彼女を憎むようになる。苛烈で残忍な性格をしている。現在では属していたかつて自身がいた「茶会」も嫌悪の対象であり、アキバとミナミという二つの勢力に分断させて潰し合わせようとしている。どういうわけかシロエのことを特に嫌っており、彼に対する評価は下の下で極度に過小評価している。表向き濡羽に仕えるメイドであるが、濡羽自身が運営を丸投げしていることもあって実質的にギルド全体を取り仕切っている。また現実での濡羽も知っているらしく、二人きりの時は事あるごとに見た目が美しいだけのドブ女などと口汚く罵り見下し、精神的に完全に彼女の上位に君臨し支配し縛っている。インティクスの狂信がミナミやひいてはヤマト全体に暗雲をもたらしつつある。
ゼルデュス
声 - 内田夕夜
職業：施療神官／学者 種族：法儀族
「Plant hwyaden」の幹部会「十席会議」の第三席。酷薄な印象を持つ眼鏡の青年。“監視塔”の異名を持ち、開発と財政を受け持つ鉄血の宰相。凝魔鍛術の開発者で、ジェレド=ガンと共同で、タウンゲートの再稼働に成功し、ゲーム時代には存在しなかった装甲車の開発もやってのける。
ミズファ=トゥルーデ
声 - 行成とあ
職業：戦将軍（ウォーロード） 種族：ヒューマン（大地人）
「Plant hwyaden」の幹部会「十席会議」の第四席。“東跋将軍”とも呼ばれる「大地人」の女性。30過ぎでも美しい容貌を持っているが、軍人の精悍さというよりは犯罪者じみた残酷さを色濃く感じさせる。アキバやススキノに対してミナミに関する情報の封鎖を仕切っている。
「Plant hwyaden」の外征を司る軍事の要である一人。元老院派最強の武将であり、「神聖皇国ウェストランデ」随一の「大地人」軍の指揮官。
大地人のパワーレベリング作戦である「赤き夜」作戦を進行中に、ギルドの低レベルメンバーを見守るため単独行動していたにゃん太がロンダークを見つけて戦闘しているところに割り込んできた。その後、ロンダークを神殿送りにし、ロンダークの術で負傷しているにゃん太と戦闘するが、さらに介入してきたカズ彦に止められる。
ナカルナード
声 - 土田大
職業：守護戦士 種族：狼牙族
「Plant hwyaden」の幹部会「十席会議」の第五席。建築機械じみた無骨な鎧をまとっている。
「Plant hwyaden」の外征を司る軍事の要である一人。「冒険者」の軍を率いており、実際の軍事力はミズファよりも数倍大きい。「大地人」のことを「ランダー」と呼ぶ。
ゲーム時代は、関西で最強を誇ったギルド「ハウリング」のギルドマスターだった。
クオン
声 - 井口祐一
職業：吟遊詩人 種族：法儀族
「Plant hwyaden」の幹部会「十席会議」の第六席。地球ならばそこらの街角を歩いているようにしか見えない軽装のシャツとジーンズの青年。
現実世界では「F.O.E」に雇われていた「エルダー・テイル」のGM（ゲームマスター）の一人。プライベートのPCで「大災害」に巻き込まれたため、GMとしての能力はほとんど封印されている。しかし、GM能力の一つとして「彼方からの呼び声（GMコール）」を持っており、ヤマトサーバーで発生する運営イベントの情報をポップアップ通知で受け取れる。
「彼方からの呼び声」を警戒しているため、昼夜問わず眠気に苛まれる。
カズ彦
声 - 加藤将之
職業：暗殺者／騎士 種族：ヒューマン
「Plant hwyaden」の幹部会「十席会議」の第七席。治安担当者として治安部隊「壬生狼」を率いている。「放蕩者の茶会」の元メンバー。
ぼさぼさの髪と30代前半という年齢、野趣あふれる面差しと鷹のような瞳は、それなりに整っている。鍛え上げた痩躯を持つ武人であり、面倒見も良いために慕う者も多いがその反面、貧乏くじを引いてしまうことも多い。もともと「Plant hwyaden」へ参加するつもりはなかったが、秧鶏の懇願とその懇願から感じた、将来ミナミに訪れるであろう悲運を食い止めるべく参加した。
「壬生狼」は「Plant hwyaden」の下部組織だが、命令系統からは外れており、ほぼカズ彦の私兵部隊に等しい活動を行なっている。現在では、傲慢になった「冒険者」が「大地人」に対して働く乱暴狼藉を取り締まっている。
自身の伝手で高レベル施療神官であるてとらを「記録の地平線」に紹介した。
どういう経過を経てきたのか、第8巻の時点でレベル97に達しており、その一撃は冒険者の攻撃力の限界を超えていると描写されている。
ジェレド=ガン
声 - 堀川りょう
職業：大魔導師（アークメイジ）／学者 種族：エルフ（大地人）
「Plant hwyaden」の幹部会「十席会議」の第八席の老人。
「大地人」きっての魔法学と歴史学の権威で“ミラルレイクの大魔導師”を名乗り、ゼルデュスと共に様々な研究・開発を進めている。実は当代のミラルレイクの賢者・リ=ガンの師であり、先代のミラルレイクの賢者（シロエたちプレイヤーが「ミラルレイクの賢者」として認識しているのはこっち）で表向きは数年前に他界したことになっている。歴代のミラルレイクの賢者が記した覚え書きである「年輪の書」の一部を削除してその知識を秘匿している。
頭に「マッド」が付くタイプの研究者で、「赤き夜」作戦では職業に関係なく従者召喚を可能とするアイテムで召喚したモンスターを通じて経験値を稼がせるなど、色々と洒落にならない領域に手を出している。
ロレイル=ドーン
声 - 間島淳司
職業：施療神官 種族：ヒューマン（大地人）
「Plant hwyaden」の幹部会「十席会議」の第九席で“近衛長”を務める。
作中3月に濡羽が突如行方をくらましたため、単身で捜索に赴く。同時に進行していた「赤き夜」作戦との関係で鋼尾翼竜（ワイヴァーン）に襲撃されたサフィールの町にたどり着き、偶然情報偽装を解いた濡羽を見つけた。
KR（ケイアール）
声 - 三木眞一郎
職業：召喚術師／ちんどん屋 種族：エルフ
カナミ;ゴー・イーストにも登場する。「放蕩者の茶会」の元メンバー。緑の総髪を後ろで束ねたやせぎすの青年。裾がぼろぼろになった豪華なローブをまとい、両手に1本ずつ杖を持つ二刀流と「サモナー」のくせに近接が主体。「茶会」内部でも道楽者として知られており、自分だけしか所属しないギルド「KRひとり団」を主宰するソロプレイヤーとして活動していた。
「大災害」以前はネタ技であった、キャラクターと召喚獣の操作を入れ替える特技「幻獣憑依」を駆使し、海外の情報を収集している。後述のガーネット・ドラゴンなど、高度な知性を持つモンスターと契約しており、非常時には契約を解除することで召喚獣ではないモンスター本来の実力を発揮させる。
「白澤」の姿でユーレッド大陸を廻っていたところ、アオルソイでカナミたちと出会い、しばらく行動を共にする。その後、黒竜との戦いで傷つきヤマトに帰還。なんらかの思惑があってかそれまでは拒み続けていた「Plant hwyadenへの参加」を表明し、幹部会「十席会議」の第十席となる。
現実世界では神奈川県在住で病院勤務。4か国語を話せることも関係して海外サーバの情報を収集していた。彼が翻訳して持ち込んでくる海外サーバの情報は、ヤマトサーバの攻略情報の規模を優に超えていたらしい。自身の従者であるガーネット・ドラゴンを『ガーたん』と呼ぶ。
ガーネット・ドラゴン
声 - 佐藤恵
本来レベル90「レイド」ランクの非常に強力なモンスターで、全長25mのレッドドラゴン。高速で飛行し、「竜の吐息（ドラゴンブレス）」は燃えさかる劫火の如し。一人称「妾」で古風な喋り方をしている。 KRと従者契約を結んでいたが、当人としては不服だった模様。契約時は90レベルの「従者（ミニオン）」ランクモンスター「紅竜」となっており、この状態では体長15mの真紅の竜でその力も激減して従者クラスのものとなっていた。中国サーバーでKRがカナミと共闘した際の戦いにおいて、事態を好転させるために彼女本来の力が必要となりKRとの契約が解除されたことで自由の身になるが、好奇心（本人談）から契約解除後も行動を共にしている。契約解除後は人間の姿にも変身できるようで、その時の姿は白いワンピースを着た小柄な赤い髪の美少女になる。

##### 所属
「一番」
アキバに潜伏している密偵の一人。彼を含めた密偵によって円卓会議の11のギルドは監視されている。監視対象は通常知られている二つ名以外に「帽子屋（カラシン）」「飛竜爺（茜屋）」などと呼称されている。
玲央人（れおと）
職業：盗剣士 種族：狼牙族
『ログ・ホライズン外伝 Honey Moon Logs』に登場。ミナミをホームとしているプレーヤー。都市間を「鋼尾翼竜（ワイヴァーン）」で行き来している。
「カリマサ・トモエ」と名乗り、マリエールに「茨姫の指輪」を贈った。呪いのアイテムを送りつけたことを「悪ふざけ」と称し、「大災害」初日にシブヤで初心者を斬るなどPKもためらわない男。
主要武器の槍、防具をはじめ、装備のほとんどを幻想級のアイテムで固めており、飛燕にも規格外と評されている。
現実では小学6年生の子供。マリエールの住む家の近所に住んでおり、小学校入学前の頃には大学時代の彼女によく子守をされていた。小学校に上がり、手が掛からなくなってからは親に放任されていたらしく、「エルダー・テイル」で出会った濡羽にシンパシーを感じて「お嬢」と呼び慕っている。
ロンダーク
声 - 宮下栄治
職業：妖術師 種族：エルフ
「元」ブリガンティアNo.2。「火蜥蜴の洞窟」の秘宝級アイテムである灰色のローブを纏い、「灰鋼」の二つ名を持つ男。デミクァスよりは頭が働くが、それゆえに仲はあまり良くない。てとらによるとシロエたちに敗北した後、「Plant hwyaden」に引き抜かれてミナミに行った。現在は十席会議の第四席ミズファ=トゥルーデに従っているが、本人はあくまで「雇われているだけ」と言っている。
原作ではアカツキによる奇襲で制圧されてシロエに見せしめの形で首をはねられたが、アニメ版第1シーズン4話では描写に問題があったためか、周囲にいた回復職と共にアカツキの不意打ちに倒れ、神殿送りとなった。アニメ版第2シーズン20話では、赤き夜作戦時に装甲列車の上でにゃん太と剣を交えるが、とどめを刺そうとしたところをミズファに刺され、そのまま装甲列車の歯車に巻き込まれて死亡。

#### ブリガンティア
デミクァス
声 - 伊丸岡篤
職業：武闘家／無法者 種族：ヒューマン
ホームタウンの1つであるススキノを暴力で支配している、「大地人」への暴行や略奪、奴隷化などで悪名高いギルド「ブリガンティア」のギルドマスター。紫色の長髪と鍛えられた肉体が特徴。
「エルダー・テイル」に酷似したこの世界は「自分の思いのままにできる世界」だと思っており、「冒険者」・「大地人」を問わず暴虐の限りを尽くす。「大災害」時にたまたまススキノにいたセララに執着し、力づくで我がものにしようとするが、彼女を保護したにゃん太、および「三日月同盟」の依頼で救出にきたシロエの「ソーンバインド・ホステージ」とにゃん太のスキルによる10連撃により一瞬にして絶命させられた。アニメ版ではシロエに「デミグラスさん」「デリシャスさん」と、にゃん太に「デミカス」と名前を茶化され、にゃん太とシロエの連携(原作と異なり、にゃん太のスキルによる攻撃は9連撃となっている)でHPが1になった後、シロエに襲い掛かってきたところをセララの咄嗟の一撃で起動していた「ソーンバインド・ホステージ」の最後の1本が発動、シロエに怨嗟の言葉を吐きながら神殿送りとなった。
その後は弱体化を余儀なくされながらもススキノに留まっていたが、ススキノへ移転してきた「シルバーソード」にこてんぱんに叩きのめされてギルドは瓦解、自身はウィリアムの舎弟同然となっている。また、さらってきた「大地人」の女性貴族・ウパシとの係わりをきっかけに「大地人」への考えも改め始めた（てとらによればベタ惚れ状態）。それでもシロエたちへのリベンジは諦めておらず、レベルの向上や新たな装備を手に入れるための狩りをしていたらしい（11月の時点でレベル93）。
「パルムの深き場所」のさらに奥を目指す大規模戦闘を「シルバーソード」に依頼したシロエたちに増員メンバーの1人として同行し、シロエ、直継を含むメンバーでパーティを組んだが、上述のとおりシロエへの復讐心や直情的な性格から戦闘中にたびたび単独行動を取り、回復役を慌てさせる。しかし、精神的にも厳しいレイド攻略の中で決して怖気づかない姿勢は周囲からも評価されている。
「奈落の参道」での「三なる庭園のイブラ・ハブラ」と「四なる庭園のタルタウルガー」を同時攻略中に現れた、「七なる庭園のルセアート」の影の戦士を怒り任せに特技を乱発して引きつけ、さらにはシロエの首根っこを片手で捕まえた状態で影の戦士をカイティングするという暴挙に及ぶ。その最中にもシロエの援護を受け、さらにゾーンの最奥部に至る北東の通路へシロエを連れていくことになり、結果として大規模戦闘の勝利に貢献したが、その通路の中で初めてシロエと真正面から対話した際、互いに名を呼び合いながらも「折り合わない」という一点でやっと折り合った。またこのレイドがきっかけとなり一皮剥けて随分と素行が改善された模様。
〈常蛾〉によるススキノ襲来時はシルバーソードのメンバーと共に迎撃にあたり、〈常蛾〉の燐粉による眠りからウパシが目覚めた際には彼女を抱きしめたまま感極まって涙を流している（意地を張って「目からよだれが」と言い張っていた）。

#### 太陽の軌跡（サン・ロード）
櫛八玉（くしやたま）
声 - 金元寿子
職業：神祇官／料理人 種族：エルフ
ファンによる『ログ・ホライズン』の二次創作小説『辺境の街にて』（著:山本ヤマネ）の主人公。元〈D.D.D.〉のベテラン女性プレイヤーで、原作小説の登場人物と並んで三羽烏と呼ばれるほどの人物、という設定が与えられていた。幻想級装備「源氏の鎧」「源氏の籠手」の効果によってほとんどの刀系アイテムを装備可能で、回復職でありながら高い前衛戦闘力がある。D.D.Dでも大規模戦闘では活躍し黒髪と巫女服に鎧といういで立ち及び戦闘スタイルから「突貫黒巫女」「レイドランクの黒姫」「黒剣もドン引き」などといった二つ名を持つ。リアルでの仕事が忙しくなり、ログインの時間が取れなくなったことからD.D.Dを脱退。しばらくゲームから離れようと考えていたところで「大災害」に遭遇した（漫画『にゃん太班長・幸せのレシピ（4巻収録の20話）』によると婚活も進めていたらしい）。
『辺境の街にて』では、テンプルサイドの街で目覚めた櫛八玉が、アキバから孤立した低レベルプレイヤーをまとめアキバへと旅をする、アットホームな冒険譚が語られた。呼び声の砦攻略にもレベル93で参加している。
後に櫛八玉は原作小説やアニメ、外伝作品にも登場し、『辺境の街にて』も『ログ・ホライズン 外伝 櫛八玉、がんばる!』の題で、原作小説と同じKADOKAWAより出版された。

#### その他（アキバ以外）
カナミ／KANAMI
声 - 井上麻里奈
職業：武闘家／料理人 種族：ヒューマン
カナミ;ゴー・イーストに登場。「放蕩者の茶会」の元リーダー（当時のメイン職は盗剣士。アニメでは槍を使う盗剣士としてシロエの回想に登場）で、濃い青の瞳と長髪を1つに纏めた三つ編みがトレードマーク。海外への引っ越しというリアル事情から一度「エルダー・テイル」を離れており、それが「茶会」解散の理由。イギリスを経て現在はローマ在住で、西欧サーバで新キャラ「KANAMI」を作成してゲームに復帰していたが、「大災害」に巻き込まれた。レベル90。「大災害」時に最新の拡張パックが導入されていた日本サーバを目指して旅をしている。その間に古来種であるエリアスと、BOTであるコッペリアをパーティに加えた。新キャラも旧キャラも白を基調としたへそ出しのコスチューム。
シロエより年長だが、その性格は傍若無人。自分は「夢見る人」で、シロエは「それを叶える人」とまで言い放つ。KRにも「放蕩者の茶会」は率いていたのではなくひっかきまわしていたのだと言われているが、不思議と人を惹きつける人物であり、元BOTアカウントのコッペリアや元NPCのエリアスを差別しない心の持ち主でもある。「ノウアスフィアの開墾（アニメ2ndシーズン第25話）」で判明したことだが、既婚者で一児（娘・3歳）の母親。海外への引っ越しも夫の転任だった模様。同話で中国サーバの東端部に辿り着いており、サーバ内の放送局跡の通信設備を発見。ほぼ同時にシブヤの通信設備を開いたシロエと会話し、「現実世界とセルデシアを行き来する方法を探す」という新たな選択を提示した。
キャラの作り直しを行なったために現在の装備は平凡なものだが、ヤマトサーバにおける「口伝」として、複数のスキルや動作を圧縮・短縮して組み合わせる「コンプレッション・コンボ」を使う。その結果、ゲーム時代では成立しないコンボを駆使して戦い、タンク職でありながらDPS職である暗殺者が出せる最大ダメージ並の驚異的な与ダメージを叩き出せる。
イメージカラーは橙。
コッペリア
声 - 五十嵐裕美
職業：施療神官／戦司祭（ウォープリースト） 種族：ヒューマン
『海外篇 竜吼山脈』に登場。身長140センチほどの身体をヴィクトリアンメイド服に包んだ、藍色のショートカット少女。瞳は髪に隠れて見えない。
施療神官は回復職の中では比較的重装備が可能なために、金属鎧を着用可能だが、金属製のメイド服「ワーキングスーツ」を普段から着用しているので、装備変更はない。
レアモンスターがPOPする界隈で、延々と狩りを続けていた女クレリック。一切言葉を発することもなく、黙々と機械的な動作で敵を殴り、ドロップを回収する、を繰り返していた。その正体はRMT業者が使用していたBOTアカウントである。人気MMOの例に漏れず、「エルダー・テイル」も、過去にRMTとBOTの跳梁を許してきた歴史があり、運営側の取り締まりは業界屈指の精度と厳しさであったものの、やはり完全に駆逐することはできていなかった。BOTであるためアバターはプレイヤーでありながら中身が人ではなく、かつてのNPCである大地人に近い存在。
「大災害」後、現実世界のパリに相当する都市ヴィア・デ・フルールでカナミに拾われ、以降行動をともにする。たどたどしい話しぶりは「人形めいている」という印象を与えることもあるが、カナミと出会った頃の本当に人形めいていた時期に比べると徐々に精神的に成長しており、元BOTとはなかなかわからないほど人間らしくなっている。また、視覚を持っておらずプログラム上に存在するタグで物事を識別している(外見上は陰りのある瞳である)。
レオナルド
声 - 阪口周平
職業：暗殺者／配達屋 種族：ヒューマン
『海外篇 竜吼山脈』に登場。レベル90。「エルダー・テイル」歴5年。北米サーバ管理地域「ウェンの大地」では割と知られた「冒険者」だが、その知名度は本人の強さ以上に、信奉するヒーローをかたどったという彼の奇異な外見によるものが大きく、緑一色の姿ゆえにカナミからは「けろナルド」と呼ばれている（アニメ版ではカエルのモチーフに変更され、原作単行本9巻もアニメに準拠した変更がなされている）。現実世界ではニューヨーク在住で、プログラム構築を得意とするギーク。ゲーム世界でもニューヨークに相当するスタートタウン「ビッグアップル」を拠点としていたが、「大災害」以降荒廃したホームタウンに失望し、「妖精の輪」に逃げこんだ。その際、何故か遥か彼方中国サーバのアオルソイ（現実世界でのカザフスタン・テケリ）まで跳ばされ、大規模戦闘イベント「テケリの廃街」に引っかかって為す術もなくなったところを、カナミ、エリアス、コッペリアらのパーティに発見され、以降日本サーバ管区への旅に同行することとなる。この時点では多くのプレーヤーと同様に大地人をNPCと認識していたが、コッペリアが元BOTと聞いてから、ラスフィアとの戦いを経て認識を改めた。
このイベントを攻略中、カナミが手動でスキルを発動していることに気づき、特訓を重ねたことで連続で当てると攻撃力が徐々に上がっていく特技「デッドリーダンス」を機軸としたコンボ（ヤマトサーバにおける「口伝」）「パラレル・プロット」を編み出す。
秘宝級（Web版『カナミ；ゴー・イースト』では幻想級）の暗殺者専用双刀（ツインブレイド）の「ニンジャツインフレイム」や幻想級アクセサリ「シオロの闇歩きベルト」を装備している。本人はこの2つの装備品がお気に入り。
大嶋（おおしま）
職業：吟遊詩人／追跡者 種族：ドワーフ
シロエと知己のある冒険者。「茶会」を解散してからのシロエにとっては数少ない信用できる相手で「大災害」以降は「神聖皇国ウェストランデ」と西のプレイヤー都市・ミナミに関する情報収集を依頼していた。アニメ版ではギルド「小鳥さんち」に所属しており、マイハマの都にいるシロエに念話を入れ、「西で『スザクモンの鬼祭り』発生」の報せをもたらす。
10月、「天秤祭」の夜にアキバの廃墟で会う約束をしていたが、濡羽に阻止されたらしく以後消息不明。
ロエ2（ロエツー）
声 - 藤村歩
職業：召喚術師／吸血鬼 種族：ハーフ・アルヴ
魔法鞄の素材を集めるため遠征に出た低レベル組が道中で窮地に陥った際に現れた、レベル90の女性プレイヤー。ビルドは完全な「ネクロマンサー」で、大災害以降は普通のプレイヤーが持たないような死霊やモンスターを召喚するだけではなく、「ソードプリンセス：アル・クィンジェ」といったそれまでに知られていないモンスターも使う。何故か現実世界にある調味料（醤油、ソースなど）の知識を持たない。特徴はサブ職業故の美貌と丸眼鏡。また日光が苦手でもある。
巨乳でスタイル抜群な女性らしい容姿には似合わないボーイッシュな口調で話し、装備の類似性からも、ミノリには「シロエさんみたい」と思われている。11月頃にオウウ地方にいた「兄的存在」と入れ替え転移（）を行い、イコマまで旅をしているという。
「お姉さんぶらせてもらうこと」を報酬に、魔法鞄の素材となるモンスターの出るエリアまでミノリたちのパーティに加わる。サフィールの町で鋼尾翼竜（ワイヴァーン）の襲撃に遭遇し、サフィール防衛戦の中でミノリに正体を問われ、同じ問いをミノリに返すが、ミノリから返ってきた答えを気に入り、自らが異世界から「共感子」を探索しにやってきた知性体「航界種」であることを明かして協力し、戦いが終わった後、ミノリにシロエ宛の手紙を託し単身でイコマヘ去っていった。「ノウアスフィアの開墾（アニメ2ndシーズン第25話）」では「遺跡島ジャクセア（種子島）」で活動していた。
漫画版では、シロエのログイン画面にロエ2と表示がある。実はシロエがテストサーバに作ったサブキャラのボディを依代として使っており、その関係でシロエのことを兄とも呼ぶ。シロエのサブキャラであるためロエ2という名前。茶会でのみ通用する渾名はエロ子であり、KRが命名しラムマトンが広め、直継がそれに乗っかった。彼女の知識はこのボディに残されていたシロエの記憶を元にしたものが多い。「航界種」の中では監察者としての役割を持つコミュニティに所属し、採取者である「典災」らより知性体としてのランクが高い（典災はランク2相当、監察者はランク3（人と同等）以上）。ミノリとの邂逅により、監察者としてのロエ2はこの世界の知性体をランク3以上であると考え、この世界の共感子の資源所有権は自分たちではなくこの世界の者たちにあるという疑義を抱いている。そのため採取という指令だけを与えられている典災について、敵対する可能性が高いとの警告をシロエへと発した。
玉三郎（たまさぶろう）
職業：暗殺者／太公望 種族：猫人族
漫画作品「にゃん太班長の幸せのレシピ」に登場。かつてにゃん太が所属していたギルド「猫まんま」のギルドマスターで、通称・たま。エルダーテイルがβテスト中だった頃に、にゃん太を始めとした猫人族キャラを勧誘してギルドを設立した。サブ職の「太公望」は釣りスキルのほか、魚料理関連限定で料理ができる。
「にゃん太班長の幸せのレシピ」によると、ある日突如としてログインしてこなくなり、ギルメンもリアルの身元を知らなかったため連絡を取る手段も無く、ギルドも自然消滅してしまった。だが、大災害以降にヨコハマやテンプルサイド周辺に出没。にゃん太との繋がりは知らないが、セララが接触している。新アカウントで復帰していたにしても、昔馴染みの前に姿を見せない理由は不明。最終巻ではロエ2同様に「航界種」であったことが判明する。

### 大地人
セルジアッド=コーウェン
声 - 辻親八
職業：貴族 種族：ヒューマン
マイハマの都を治め、「自由都市同盟イースタル」の筆頭でもある大貴族・コーウェン公爵家の現当主。英君として名高い老人で、家族に対しても愛情深い。
レイネシア=エルアルテ=コーウェン
声 - 伊瀬茉莉也
職業：薔薇園の姫君 種族：ヒューマン
セルジアッドの孫娘。「イースタルの冬バラ」とも称される銀髪の儚げな美少女で領民・貴族問わず人気が高いが、実はぐうたらで悲観的な性格。その本性・思考を一目で見透かすクラスティのことを苦手にしているが、同時に信頼してもいる。領主会議の意を受けずにアキバの街に義勇兵を募ったという事情から、イースタルとアキバの連絡役としてアキバの街に移ってくることになり、出先機関とも言える「水楓（すいふう）の館」を構えた。冒険者と「大地人」双方から持ちかけられる相談に対応するために日々勉強の毎日である。冒険者と「大地人」を繋ぐ重要人物ということから、「お茶会」という名目で各ギルドから女子メンバーが警護として集まっていたが、このメンバーが12月に起きた「殺人鬼事件」解決の中核であるレイド集団〈水楓の乙女〉となった。アカツキやリーゼとは親密になっている。
アニメ版第3シーズンで斎宮家の頭首・トウリとの婚約を迫られ葛藤するが、三佐から「取られて悔しくないのならば、はじめから自分の物ではなかった筈」と言うクラスティからの伝言を聞き、シロエが秘密裏に斎宮家の頭首・トウリと会っている最中に円卓会議の制服姿で現れ、婚約を破棄した。その後行われたアキバ総選挙の際、シロエから新生円卓会議の議長に任命された。
イセルス=エルアルド=コーウェン
声 - 伊瀬茉莉也
職業：貴族 種族：ヒューマン
セルジアッドの孫でレイネシアの年の離れた末弟。9歳の少年ながら、コーウェン公爵家の次期当主と目されている（父親が婿養子で領民には血脈が重要という理由から）。本人も自身の立場は理解しており、将来を見据えた努力を重ねている。無節操なアイザックを慕っている。
サラリヤ＝ツレウアルテ＝コーウェン
声 - 甲斐田裕子
職業：貴族 種族：ヒューマン
マイハマ公爵セルジアッドの長女で、レイネシアの母親。夫はフェーネル。「イースタルの真珠」と呼ばれる美女で、才媛である。
エリッサ
声 - 葉山いくみ
職業：エルダーメイド 種族：エルフ
レイネシア付きの侍女であるエルフ。レイネシアともその付き合いの長さから強固な信頼関係を築いており、彼女の本性やその扱いも良く心得ている。実はそこそこの美女なのだが、普段からレイネシアを見ているために本人にはその実感はないらしい。
リ=ガン
声 - 藤原啓治（第1期・第2期）、多田野曜平（第3期）
職業：魔法学者 種族：エルフ
「エルダー・テイル」の設定において度々登場する「ミラルレイクの賢者」を世襲した魔法学者。エルフの青年で、住居兼研究室のある「エターナルアイスの古宮廷」に引きこもり気味なために少々怪しい風貌をしており、整理整頓が苦手。「自由都市同盟イースタル」からの招待をうけて同所を訪れたシロエと接触を図り、「大災害」やこの世界のことについて語り合った。直継の下ネタに嬉々として乗っかるなど中々にノリの良い人物でもある。てとらからは初対面で「ガイコツお兄さん」と呼ばれる。
11月の時点でシロエ、直継と行動を共にしていたが、「パルムの深き場所」におけるレイドにはレベル的についていけないため、ススキノで待機していたが、レイド攻略までのひと月足らずの間に滞在していた部屋は資料と書き付けた書類で埋まっており、タウンゲートの調査続行を希望しススキノに残留したが五月近くにアキバへ赴きシブヤの通信施設が生きている情報を届けている。また、〈呼び声の砦〉攻略戦では施設が強力な結界で封じられている理由から協力者として自分の身は己で守る覚悟で護法の障壁を発生する機械を背負い参戦。セルデシア世界の歴史で初めての出来事から直に見守る役目とも語っている。攻略後は通信設備を修理、再稼働に成功する（ただし通信できたのは当初の目的である〈月〉ではなくカナミが旅の途中で再稼働させた中国サーバーの通信施設であった）。
大地人ゆえにレベル自体はプレイヤーである冒険者に及ばないが、「ミラルレイクの賢者」としてゲーム時代には多くのクエスト・大規模戦闘のキーパーソンとなる立場であり、封印の解呪などといった技術面の能力は高い。
円卓会議崩壊後に結成された新生円卓会議では、技術顧問を担当。
菫星（きんじょう）
声 - 代永翼
職業：伝承者 種族：ハーフ・アルヴ
アキバの街において銀行業務、宅配サービス、公開市場サービスや衛兵システムを管理・提供している「供贄一族」の若頭。スミレ色の瞳に黒髪の青年。饒舌で交渉の駆け引きが上手い。
『供贄の黄金』ではシロエに呼び出され、融資の交渉に臨むがすれ違いにより決裂。最後に「新ゾーンでの大規模戦闘」を予告するような言葉を残して去る。新ゾーンである〈奈落の参道〉最深部でレイドボス〈九なる庭園のウル〉を従えシロエを待ち受けていたのは別人である。
彼は供贄一族のルーツであり、「エルダー・テイル」時代に銀行員とその責任者であった、専用の制服と専用のモデルを用意された「大地人」である。
円卓会議崩壊後に結成された新生円卓会議では、都市間転移網の運用関連を担当。
エンバート=ネルレス
声 - 家中宏
職業：武士（サムライ）種族：ヒューマン
アキバに突如として現れた殺人鬼。レベル94の武士とされているが、実態は衛士詰所から盗み出した動力甲冑と、武器である「霰刀・白魔丸」（せんとう・びゃくまる）を装備した「大地人」で「供贄一族（くにえいちぞく）」の1人である。動力甲冑によりその戦闘力は強化されてレベル110に近く、更に装備した白魔丸のフレーバー・テキストの影響により、レイドモンスター・死戦士ルグリウスの能力を得る。その戦闘力は「ホネスティ」の巡視隊を全滅させ、ソウジロウとアカツキを死に追いやったほど。
通常なら街の中で冒険者や「大地人」が誰かに暴力をふるえば衛士の監視網により即座に捕えられるが、動力甲冑を身につけることにより殺人行為を感知されなくした。しかし、白魔丸のフレーバーテキストからの推測や付帯効果を知りえたリーゼによって、女性冒険者を中心としたレイド集団〈水楓の乙女〉を結成、2人か3人の班に分けて街の各所に配し、担当フィールドが被らないよう、ネルレスの追い込み担当となったアカツキ、マリエール班の移動に合わせて再配置を繰り返しながら2人をフォローするという策と、レイネシアが菫星に「街を守る魔法結界の停止」を要請し動力甲冑へのエネルギー供給を止めたことで動けなくなったこと、武器を失ったアカツキに多々良が贈った喰鉄虫・多々良の攻撃付与効果で白魔丸の耐久値を下げられ、破壊されたことで勝敗が決した。
死戦士ルグリウス
10番目の拡張パック「夢幻の心臓」に実装されたレイドクエスト「朽ちた勲（いさお）」のボスモンスター。武器である「霰刀・白魔丸」による冷凍系範囲攻撃を使い、同一ゾーン内で周囲50mにいる人間の数に比例して能力が増大する。そのため、ゲーム時代にはレイドゾーン内に捕らわれた大地人を外に逃がす必要があった。ルグリウスと化したネルレスにも同じ能力が付加されていると推測したリーゼは、上述のとおりサポート役となるメンバーを少人数の班に分けて各所に配置するという策を練った。
元はセルデシア世界十三騎士団の一つ、〈イズモ騎士団〉に所属していた英雄。エッゾの地を100年に渡って巨人の侵攻から守り抜いたが、〈春楡の娘・ストゥイナウ〉の裏切りで毒殺された。白魔丸のフレーバー・テキストに記された彼の悔恨と憤怒が新たなレイドモンスターを生み出すこととなった。
サラ
職業：エルダー家政婦 種族：ヒューマン
『西風の旅団』で登場。以前から雇われていた「西風の旅団」ギルドホールの清掃係。
曰く「取っ組み合いなんてしたら粉々になる」など「冒険者」のことを過剰警戒しがちだが、「大災害」を切っ掛けに自分を気に掛けるようになった旅団メンバーとのコミュニケーションは増えている。円卓会議成立後は公開された手料理法と提供されたレシピで賄い方としても活躍している。
ナナミ
『ログ・ホライズン外伝 Honey Moon Logs』2巻描き下ろし回（9.5話）で登場。その後、本編にも登場している。飛燕がゲーム時代によく利用していた福引券をくれるNPCで、うさみみパーカーを着けた幼女。
アキバの廃墟に住む「廃棄児（捨て子）」で、飛燕にクレセントバーガーを貰ったのをきっかけに一冒険を繰り広げて仲良くなり、その後、「大地人」ながら「三日月同盟」に加入している。出会った当初、問答無用で着せ替え人形にされたためヘンリエッタにはやや怯えているが、マリエールと飛燕には懐いている。
世間知らずの塊で、目に入る物のすべてが珍しく、知りたくてたまらないようで、それを面白がる「三日月同盟」のメンバーは、彼女をかわいがっていろいろなことをさせてやっている。
エリアス=ハックブレード
声 - 平川大輔
『海外篇 竜吼山脈』に登場。セルデシア世界十三騎士団の一つ、北欧サーバの「赤枝の騎士団」に所属する英雄。レベル100の「古来種」でエルフ。「刀剣術師（ブレイドマンサー）」にして「尊き血族（ブルーブラッド）」。
妖精族の剣技を伝える無敵の勇者――などと解説サイトには描かれる、世界的に有名な北欧サーバのNPCだった。「エルダー・テイル」の公式デモ動画にもヒーロー然として登場する（そして「冒険者」に助けられる）ので、ちょっとした有名人である。日本のプレイヤーにも顔は知れ渡っており、日本サーバに出現したことも何度かある。
〈大災害〉の直後、何者かに自身が「造られた幻（NPC）」だという事実を突き付けられたショックから、自らを閉じ「夢のない眠り」についていたが、カナミの言葉によって目覚める。他の騎士団のメンバーは眠りに落ちたまま。これが「世界十三騎士団消滅」の真相。またその元凶は〈典災〉による凶行である。自分を精神的に救ってくれたカナミに大恩を抱いている。そのカナミには「エリエリ」と呼ばれる。
専用職業「刀剣術師」は万能そのものの能力を持ち、その強さは「冒険者」の比ではないが、運営側の設定した制約である、モンスターのHPを4分の1以下にできない「妖精眼（フェアリーアイ）の呪い」が適用されているため、引き立て役に甘んじる。カナミ、コッペリアと共に大規模戦闘「テケリの廃街」を攻略した際は彼が敵のHPを大幅に削り、弱った敵をカナミが各個撃破するというコンビネーションを見せた。妖精眼（フェアリーアイ）の呪いは、実際は相手を殺したくないエリアスの想いが結晶化した〈妖精の誓約〉だということがクラスティ・タイクーン・ロードで判明した。
マルヴェス
声 - 青山穣
ミナミの有力な貴族商人であり、「天秤祭」の折、新型の精霊船でアキバにやってきた。顔面を白化粧で飾っており、アニメ版のデザインは瞳が常に開いている。
プライドが高いのか冒険者に触れられることを極端に嫌がる。また冒険者の護衛を連れている。
精霊船に大量の貨物を積み込んでおり、これに関してレイネシアに無理難題を押し付けようとするが、現れたシロエ、クラスティ、ミチタカにより解決されたうえにその場から退散させられ苦々しく思いながらもアキバから撤退する。
アニメ版第3シーズンでは、西宮家の使者として再登場した。
ウパシ
声 - 能登麻美子
ススキノでデミクァスと暮らしている大地人の女性。元々は貴族の娘で、デミクァスが自分の召使いにする目的でさらってきたのだが、物怖じしないサバサバとした性格だったため、デミクァスを恐れるどころか完全に尻に敷いてしまっている。原作では台詞はあるが名前は出ず、アニメ第2シーズンで名前が付いた。
ナギ
声 - 小澤亜李
TRPGリプレイに登場。マテル島の海岸で倒れていたところを発見された少女。海魔獣（クラーケン）に襲われて沈没させられた定期船に乗っていたと思われるが、記憶喪失のため詳細は不明。セイネたちと行動を共にするようになり、彼らがアキバに帰還する際にも同行してそのまま「にゃんこ亭」に引き取られた。マスダさんに買ってもらった派手なアロハシャツを愛用しており、セイネたちには「趣味の悪い服を与えられた」と思われているが、本人のセンスはマスダさん側のようで、普通に喜んで着ている。アキバに来てから友達が増えたらしく、「にゃんこ亭」のパーティーでは何人もの友達を招待していた。当初は自身の中に眠るトキナギのことには気付いていなかったが、第4巻では薄々気付いていたようで、自らの意思でトキナギを呼び出そうとしているかのような素振りを見せている。
トキナギ
声 - 小澤亜李
TRPGリプレイに登場。かつて世界に災いをもたらした古アルヴ族の六傾姫の一人。自身の肉体は既に滅んでおり、現在はその魂がナギの体に宿り、もう一つの人格のように存在している。普段は眠りについているが、伝えなければならないことがある時や「にゃんこ亭」の冒険者に呼ばれた時に覚醒する。眠りについている間のナギの行動は、その肉体を通じて把握できる。現在は人間への復讐よりも平穏を望んでおり、ナギを気遣う発言もしている。ウルフが作った料理を大量に摂取して「ナギが太ってしまうのではないか」と心配される、料理ができないと自覚しているのに本格アルヴ風料理を伝授しようとする、などお茶目な面も見せる。
トウリ
声 - 河西健吾
ウエストランデ古王朝の系譜を継ぐイセの斎宮家の若き当主。

### 〈典災〉
ラスフィア
声 - 藤田咲
『海外篇 竜吼山脈』に登場。レベル89のノーマルランク・モンスター。
ビスクドールを思わせる小柄な金髪の少女だが、性格は極めて残忍かつ享楽的であり、戦闘行為・相手の殺害・自分が傷つくことを「愉悦」と呼んで愉しむ。パプスと組んで列柱遺跡トーンズグレイブに「灰斑犬鬼」を集結させ、何事かを画策していた。
複数の「名前（魂）」を保有しており、自身のステータス表記を「灰斑犬鬼」のものと明滅的に入れ替えてダメージを肩代わりさせたり、肉体の一部を「灰斑犬鬼」と入れ替えて攻撃のリーチを伸ばすことが可能。抜き手を木の幹に突き立てて逆立ち状態で登るなど、昆虫じみた体術を用いるがレオナルドに一刀両断される。
パプス
声 - 斎藤志郎 / 沢海陽子（葉蓮仙女変身時）
『海外篇 竜吼山脈』に登場。レベル89のノーマルランク・モンスター。
無数の触手が一塊になってフード付きのローブを身に纏った不気味な姿をしている。足元にはコールタール状の粘液が広がっており、話す言葉は全てこの沼から湧き上がる泡の弾ける音が重なり合って歪に人語を形成している。このため、台詞は全てカタカナ表記である。
大地人と古来種が人格ソフトウェアであることを知っているほか、セルデシア世界がゲームの舞台であることを認識しているかのような発言が多い。ラスフィアと組んで列柱遺跡トーンズグレイブに「灰斑犬鬼」を集結させ、何事かを画策していた。
触手による質量攻撃のほか、酸を吹き付けるなどの遠距離攻撃、他のモンスターに触手を寄生させて使役するなどの能力を持つ。
アニメ版では第3シーズン6・7話で登場。回復の典災。当初は葉蓮仙女に化けていた。敵のHPを吸収する攻撃能力でクラスティを翻弄するが、クラスティに掛けられていた魂冥呪が正式な呪いではなかったために一部の文面が書き加えられたことに加え、クラスティが持つもう一つの口伝「追憶の断裁」《ムネモシュネ・タブー》（記憶の一部を差し出す代わりにMP回復や付与効果を与える）によって形勢が逆転。最後は、本来の姿である無数の触手の塊に戻るが、一刀両断され倒された。
カマイサル
声 - 市来光弘
アニメ版第2シーズン21・22話で登場。結婚の典災。レベル83のパーティーランク・モンスター。
大地人に化け、「僕のかわいいお嫁さんになってくれませんか」と女性をたぶらかしていたが、西風の旅団の面々をターゲットにし、しまいにはソウジロウをターゲットにしたことから女子陣の怒りを買い、打ちのめされた後第二形態に変化するが、ソウジロウとナズナの連係プレイによって倒された。ソウジロウ曰く「一番ゲーム時代のエルダーテイルっぽい敵だった」とシロエに話している。
バグリス
声 - 下山吉光
アニメ版第2シーズン22話で登場。度量の典災。レベル85のハーフレイドランク・モンスター。
「たらふく食べたのに腹ペコ事件」がきっかけで発覚した。距離、スピード、特技ダメージやその対象までコントロールし、ミチタカらが結成した即席ハーフレイドチームを苦しめたが、ロデリックが供贄一族の菫星と共に共同開発した原器（全ての単位を計って固定する魔道装置）によって能力を無効化され、倒された。
シスラウ
アニメ版第2シーズン22話で登場。疫病の典災。レベル71のパーティーランク・モンスター。
天秤祭直前に発生した疫毒事件の元凶。前述のバグリスの報告時に、セイネによって報告された。
タリクタン
声 - 大塚芳忠
『ノウアスフィアの開墾』に登場。召喚の典災、レベル86のレイドランク・モンスター。
白髪に白い顎鬚を蓄えローブと杖を着用している。
戦闘開始後は常時「眠り」につくことを促してくる。範囲攻撃はヘイトリスト上位5名に対して貫通する。回避不可能。
シブヤにある放送局跡がレイドゾーン〈呼び声の砦〉に切り替わった際に〈常蛾〉と共に屋上に出現した。
ブカフィ
アニメ版第3シーズン7話でクラスティによってその存在が明らかになった、虎の牙を持つ魔女の典災。クラスティに隷属を命じ、拒否されると魂冥呪を掛けユーレッド大陸に放りだした。後に、再びカナミ達一行の前に現れ戦闘になったが、その後の詳細については触れられなかった。
エレイヌス
声 - 五王四郎
アニメ版第3シーズンで登場したレベル65のレイドランク・モンスターで失望の典災。
インスタンス内では特定レベル以上の冒険者のレベルが一律35に下げられてしまうと言う厄介な特性を持つ。そのため、古来種のモフール姉妹及び事件発生の前日に〈師範システム〉で一時的にレベルを下げていたアカツキを除いて、シロエらをはじめとする高レベル冒険者は一律にレベルを35に下げられてしまった。また、攻撃に関しても崇敬の対象＝冒険者の大切な思い出を打ち砕き、失望させるという肉体的及び精神的ダメージを与える範囲攻撃を持つ。
本体の中に憧れの典災の個体・レベル35がおり、その影響で高レベルの冒険者のレベルが下げられていた。レリアの攻撃によってその存在が明らかになり、ミノリのフルコントロールエンカウント・リミテッドによって形勢逆転され、倒された。

## 設定解説

### 「エルダー・テイル」と大災害
本作品では、剣と魔法の世界をモチーフとした架空のMMORPG「エルダーテイル」が題材となっており、そのルール、世界設定、攻略情報が物語に深く関わってくる。20年間運営され、日本人だけで10万人、全世界で2,000万人がプレイしている世界最大級のオンラインゲームとされている。オープンワールド方式で、ゲームの舞台となる世界「セルデシア」は、2分の1サイズの地球（ハーフガイアプロジェクト）をベースとしている。プレイヤーは「エルダーテイル」での冒険により自身のキャラクターを強化し、さらなる冒険に挑戦していく。
『ログ・ホライズン』の物語は、2018年5月の12番目の拡張パック「ノウアスフィアの開墾」の適用当日、プレイヤーたちがゲームと酷似した異世界に転移したところから始まる。プレイヤーたちは、ゲームの設定と同様の高い戦闘能力を持つ不死身の冒険者となり、地球世界へ帰還する手段がないまま、この世界で生きていくことになる。この出来事は後にプレイヤーから大災害と呼ばれるようになる。
後に自らを監察者と称するロエ2よりこの大災害についての情報が齎され、「共感子」と呼ばれるエネルギーを求めて異世界からやってきた知性体「航界種」の干渉によって「エルダーテイル」をモデルに生み出された異世界と、それにプレイヤーが取り込まれたという事実が判明した。
しかしこの世界はもう自立しており、大地人も含めた住人は人と同等とされるランク3と呼ばれるカテゴリーに到達。「航界種」の監察者は「共感子」の資源所有権は既にこの世界の者たちに帰属するという結論に達しており、「航界種」の道具として採取という指令だけを与えられ自立稼働する「典災」は敵対する可能性が高いだろうとシロエに伝えられた。

#### 戦闘システム
「エルダーテイル」の戦闘システムには、ヘイト、レイド (ゲーム)といった、他のMMORPGにも見られる要素がある。これは大災害後の異世界にも適用されている。
パーティーとは、一時的に結成されるプレイヤーのチームである。「エルダーテイル」では、最大6人構成。
ヘイトとは、モンスターのプレイヤーに対する敵意、警戒度を表すパラメーターである。モンスターにダメージを与える、味方を回復する、挑発などの行為で上昇し、ヘイト値の高いプレイヤーにモンスターの攻撃が集中する。そのため、複数のプレイヤーで、盾役、攻撃役、回復役など役割分担をすることが求められる。3巻では、初心者プレイヤーのパーティーが訓練を通じてシステムを理解し、連携を深めていく場面がある。ヘイトを取り入れた物語は『ログ・ホライズン』の特徴の一つともなっている。
レイドとは、パーティ規模より多くのプレイヤーが参加する大規模戦闘イベントのことである。7巻では、24人（4パーティー×6人）のフルレイドチームがレイドゾーンの攻略に挑む。途中、レイドボスと呼ばれる強力なボスモンスターと遭遇し、死亡、撤退、全滅を繰り返し、情報を集め攻略していく。その他、4巻では96人（4チーム×24人）で挑むレギオンレイドが、6巻ではレイドに初めて参加するプレイヤーの心情が描かれた。

### 冒険者と大地人
「エルダーテイル」において、プレイヤーキャラクター（PC）は冒険者と呼ばれる。一方、プレイヤーにクエストを与えたり、商品を提供したりするゲーム世界の住民、ノンプレイヤーキャラクター（NPC）は大地人と呼ばれる。
「大災害」後、「エルダーテイル」のプレイヤーは自身が、ゲームの世界の冒険者になっていることに気づく。冒険者は顔立ちにプレイヤーのおもかげがあるのを除けば、ゲームで設定した特徴通りの外見である。能力もゲームどおりで、呪文、剣技などのさまざまな特技や乗馬、戦闘などゲーム中にできたことは、体が覚えていて一通りこなすことができる。そのほか、拠点への瞬間移動、念話（ボイスチャット）の使用、死からの復活など、ゲームにあった機能、ルールも適用され、超人的な存在となっている。
「大災害」後の大地人は人格と感情、そして「大災害」以前に遡る人生の記憶を持った人間として、あるいは社会や100年単位の歴史をもった存在として、冒険者と相対する。冒険者と大地人との関係は、作品のテーマの一つになっている。
力関係では大地人は弱者であり、大地人を単なるNPCとみなすことで罪悪感なしに暴力で支配する冒険者も現れる（1巻）。アキバの街の冒険者はこの世界で生きていくために大地人の協力が必要であることを認識し（2巻）、大地人の国イースタルと対等の外交関係を樹立する（3-4巻）。しかし、大地人と冒険者とは、考え方も文化も大きくことなり友情を結ぶのは難しい（6巻）。
冒険者が地球世界から持ち込んだ知識・技術は、この世界になかった新しい商品・発明を創り、大地人の興味を引く（5巻）。冒険者の存在は、大地人の若者が夢を実現するためにアキバの街で学ぶなど良い影響をもたらす。一方で、戦争を誘発するなど、悪い影響も出てくる（8巻）。

### 職業
「エルダー・テイル」のキャラクターには、戦闘に関わるメイン職業と、直接戦闘に関わらないサブ職業とが設定されている。これは、大災害後にも適用されており、『ログ・ホライズン』の登場人物はゲーム同様に職業の能力を行使できる。一方で、職業に対応しない能力は制限を受け、料理や音楽にも不自由する。
冒険者のメイン職業は4系統12種が存在する。装備の選択やプレイスタイルの傾向はビルドと呼ばれ、1種につき数パターンある。一部の名称・スキル・装備品はサーバーにより異なり、日本サーバーでは、和風の武士、神祇官がある（北米サーバーではそれぞれ海賊（パイレーツ）、霊媒師（メディウム）となり、また他のサーバーでは武闘家などが変更されているケースもある）。またいくつかの職業で召喚できる召喚生物もサーバー独自のものが存在する。
サブ職業には生産職や戦闘を助けるものからロールプレイ用、用途不明のネタ職まで50種以上存在し、職業特有の能力やそれらに対応した各種スキルを身につけることができる。メイン職業と異なりサブ職業は変更可能だが、一部のサブ職業は取得・解除にクエストを必要とするものがある。基本的なサブ職業であれば該当職をもつ大地人から転職用アイテム購入が可能。特殊なケースを除き変更するとサブ職業のみレベル1に戻るが、円卓会議により味のある料理の秘密が公開されてからはレベルが下がっても生産職に変える者も出て、「エルダー・テイル」にはない様々なアイテムが開発されている（2巻以降）。また、一時的にサブ職業と同じ効果を得る特別な装備もある（新妻のエプロン：装備中はレベル低下するが、ある程度の料理スキルを得る、等）
メイン職業
「戦士系」
パーティの前衛として敵を引きつけ、仲間を守る。「壁職」とも呼ばれ、敵を挑発する特技を覚える。
守護戦士（ガーディアン）
重装備による最高の防御性能と、敵の攻撃を自身へと集中させる特技を多数持ち合わせた、前衛の中心的な存在。「壁」として敵の目の前に立ちはだかり、攻撃を一手に引きつけて仲間を守る。10秒間ノーダメージで防御できる特技「キャッスル・オブ・ストーン」などを持つ。
武闘家（モンク）
武器はガントレット、レガースやトンファーなどの格闘武器中心。防具は重い金属鎧を装備できない分だけHPは最高クラスであり、スピードに優れ、回避能力に長けているほか、属性耐性の基本値も高い。そのHPの高さにものを言わせ、近距離の味方のダメージを肩代わりする特技を持つのも特徴。また、一部の特技は連撃となっており、コンボが成立する。
武士（サムライ）
前衛職の中でも威力の高い特技を持つが、リキャスト・タイムが長く、発動後に硬直してしまうこともある。そのため、ダメージと再使用までの時間のバランスを見極めなければならない。日本サーバー以外では別の職業が設定されている。
「武器攻撃系」
前衛が抑えている敵に止めを刺し、あるいは多数の雑魚敵を殲滅する遊撃手。
暗殺者（アサシン）
多様な武器の扱いに熟練した生粋のアタッカー。敵の弱点に向かって繰り出す一撃「アサシネイト」は全職業中、最高の物理攻撃力を叩きだす。暗殺に特化しているため、敵の隙を突き一瞬で大ダメージを与える特技など、攻撃的な技を多く習得する。
盗剣士（スワッシュバックラー）
二刀流を得意としており、手数の多さでダメージを叩きだす。範囲攻撃系の特技や、追加ダメージのための仕掛け「ダメージマーカー」を設置する特技を持つ。
吟遊詩人（バード）
武器攻撃以外にも永続的効果を持つ「歌」を使用した特技を持つ。「歌」は種類が豊富で、敵味方問わず対象のパーティ全体に影響し、術者が解除しない限り効果が永続するという特性を持つ。大災害後は、自身や周囲の人間に歌と楽器を演奏する能力を持たせることができる。
「魔法攻撃系」
後衛から魔法で攻撃、あるいはパーティの支援を担当する魔術師。
付与術師（エンチャンター）
魔力その物の扱いに特化した魔術師。MP値は12職中最大級で、対象の能力向上や、逆に阻害する効果を持つ呪文のレパートリーが豊富であり、MPの消費効率もいい。攻撃魔法は主に精神属性。反面、単体での攻撃力は12職中最低。
ゲーム時代は「一人でできることが少ない」と不人気な職業であったが、大災害以降は敵味方のステータスをコントロールしたり、マナチャネリングなど「パーティ全員のMPを集めて再分配する能力」は戦闘に直接的な影響をもつ様になっている。
妖術師（ソーサラー）
強力な攻撃魔法を使う後衛攻撃の要。攻撃魔法の威力が高く属性攻撃魔法・範囲攻撃魔法も多いため、「苦手な敵」が少ない。高威力の魔法攻撃による敵からのヘイトを稼ぎやすい半面、防御力・体力共に12職中最低ランクで、敵の攻撃に晒されると脆い。
召喚術師（サモナー）
幻獣・精霊・死霊等の召喚生物を呼び出して使役する能力に特化した魔術師。キャラクターと召喚獣の操作を入れ替える特技「幻獣憑依」などを持つ。四大元素を召喚できるため、大災害後は生活に欠かせない水や火の供給役にもなっている。
「回復系」
パーティの回復担当。一般的な即時回復呪文のほか、職業ごとに特性の異なる回復呪文を持つ。
施療神官（クレリック）
回復職の中でも重装備が可能で、あらかじめ仲間にかけておき、被ダメージに反応して回復する「反応起動型」の回復魔法を持つため、瞬間的な回復量では最大級の能力を持つ。また、回復職の中では唯一重装備が可能な職業でもある。
森呪遣い（ドルイド）
回復職の中でも持続性のある「脈動回復型」魔法を持つため、同レベル帯の回復職の中では長期的に見た総回復量が多い。自然の力を具現化した動物や植物の精霊などを従者として召喚・使役するため、召喚術師に並ぶ召喚特技を持つ。
神祇官（カンナギ）
回復職の中でも戦闘中のダメージ遮断効果を持つ魔法を得意とするが、単純なHP回復力は回復職中最低。ダメージ遮断は対象の周囲にバリアを展開し、決められたダメージまではそのバリアが攻撃を受け止めるため、大災害以降はその特性により注目される（他の固有回復ではダメージを受けてからの回復のため「斬られる」恐怖感があるが、ダメージ遮断であれば斬られる心配なく戦闘ができ、さらに毒などの追加効果も発生しない）。日本サーバー以外では別の職業が設定されている。

### 地理と国
『ログ・ホライズン』の物語の舞台は、その表面積が地球の1/4で、地形は1/2サイズであることを除いてほほ同じである。これは「エルダー・テイル」がオープンワールドによるMMORPGで、そのゲーム世界が地球とほぼ同じ地形を1/2サイズで再現してあったからだと説明される。いくつかの街は実在の街と対応しており、例えば、主人公達の住むアキバの街は秋葉原と同じ場所にある。重要ではない町や村などは地形条件により自動生成されている。以下、とくに断りがなければ、「エルダー・テイル」の世界設定は、大災害後の異世界にもそのまま適用されている。
「エルダー・テイル」の巨大なマップは13のサーバー管理区域に分割されている。各サーバー管理区域は、異なる運営会社により独自のアレンジがされていてゲーム内容に差異があるが、プレイヤーは地理的境界を越えてサーバーを自由に移動できる。作中で日本サーバー（作中ではヤマトサーバーと呼称）は、唯一最新版にアップデートされたサーバーとして、その特殊性が言及される。日本サーバー管理区域は、大きく5つの国、文化圏に分割される。また、冒険の拠点となるプレイヤータウン、5大都市が存在する。

#### ヤマトサーバーの五大都市・文化圏
〈エルダー・テイル〉日本サーバー管理区域ではゲーム的なバラエティ重視の結果、1/2サイズの日本列島〈弧状列島ヤマト〉に五つの文化圏が設定されることとなった。 
現実世界で云う本州の東半分（青森を除く）を自由都市同盟イースタル、西日本を神聖皇国ウェストランデ、北海道・青森はエッゾ帝国、四国はフォーランド公爵領、九州はナインテイル自治領が支配している。
〈エルダー・テイル〉日本サーバーのサービス開始時、プレイヤーがゲームのスタート地点として選べる場所は「アキバの街」だけだったが、度重なる拡張とユーザー人口増加に伴い、スタート地点は増加し、ゲーム開始時点で選べるようになった。
ゲーム開始地点には「大聖堂」「大神殿」が存在し、死亡したプレイヤーキャラクターは一定の時間後、経験値にロスをうけてここで復活をすることになる。「大聖堂」「大神殿」が存在するのは、スタート地点として選択ができる都市だけであり、これは現在日本サーバに5つ存在する。
自由都市同盟イースタル
東日本を領土とする共同体で、現実世界の東日本に相当する範囲の地方名称。プレイヤー都市はアキバの街で、東京都(アキバ、マイハマの都、シブヤ）、神奈川県(ヨコハマ)、埼玉県(ヒロセの神殿街、ナロウマウント王国)、千葉県(シラハマ)、茨城県(魔法都市ツクバ)、新潟県(カシワザキ雷鳴街、サドの海洋街)、宮城県(タイハク外城、タイハク雲城)、長野県(スワの湖畔市)、福島県(コオリマの街)、群馬県(ソノハラ水門市)、栃木県(ウツルギの神前街)、岩手県(ラワロールの街)、山形県(イワフネの街、城塞都市モガミ)、秋田県(オウウの町)、山梨県(パイドパイパーリア)で構成される。
都市国家を統べる24人の領主たちの会議（自由都市領主会議）という形で統治を行なっている。筆頭領主は、マイハマの都を治めるセルジアッド公爵。年に数回、〈エターナルアイスの古宮廷〉で会議を開き、大きな問題の解決に当たるが、それ以外の点では領主が自らの領地を自由に治めるという独立主義を取っている。神聖皇国ウェストランデとはその出自から、険悪ではないものの緊張感を持った政治的関係にある。
〈円卓会議〉設立後は、領主会議はこの〈円卓会議〉と条約を結ぶことになる。
アキバの街
最初のプレイヤー都市にして最大のプレイヤー都市。現実の秋葉原の位置に存在し、〈大災害〉後もプレイヤー人口15000人を保っている。
〈大災害〉直後はPK行為や大規模ギルドによる狩り場独占など混乱は大きかったが、ススキのブリガンディア壊滅後に〈冒険者〉による自治機構〈円卓会議〉が設立され、以降は治安も迅速に回復し、商業的な拠点として花開いた。
〈神代〉の遺跡を利用した施設が林立する街並みに、現在1万5千人もの〈冒険者〉と彼らを商売相手とする多数の〈大地人〉が活動しているため、イースタルで最も活気のある場所となっている。しかし経済的な活性化の裏では行動力のある〈冒険者〉とそうでない者の間で格差を生むことにもなっている。
シブヤの街
第五のプレイヤー都市。都市成立の経緯は複雑で、他の都市に比べアキバの街に集中しすぎた人口を緩和するためにデザインされた。そのためにアキバの街からほど近い、現実対応で云えば渋谷の位置に設置されている。
もともとポータル都市としてデザインされており、人が集中しやすいギルド会館、銀行、解放市場《マーケット》を敢えて設置しない代わりに〈都市間転送装置〉を多数設置して、他の四つのプレイヤー都市（アキバ、ミナミ、ススキノ、ナカス）へ常時接続することで、都市機能を賄っていた。
〈大災害〉後は過疎化が進んでおりあえて留まっている〈冒険者〉は、アキバの賑やかな雰囲気を苦手とするソロプレイヤー、大規模ギルドと距離をとりたい者など、なんらかの事情を持つ者が大半。また〈冒険者〉によれば、〈神代〉のシブヤはヤマトで最先端の文化発信地であったとのことであり、それにちなんで新たな技術や娯楽開発の試みなどを行うギルドがこの街に集う傾向もある。
〈円卓会議〉が設立したアキバの街がごく近くに存在するためシブヤには独自の統治機構は存在しない。街の主だった顔役が〈円卓会議〉と連携しつつ緩やかな寄り合いで街全体に関わることを決定している。
神聖皇国ウェストランデ
西日本を領土とする国家で、現実世界の西日本に相当する範囲の地方名称で、大阪府(ミナミ)、愛知県、兵庫県、静岡県、広島県、京都府、岐阜県、岡山県、三重県、奈良県、滋賀県、石川県、富山県、和歌山県、福井県、島根県、鳥取県で構成される。
かつてヤマトを統治していた〈ウェストランデ皇王朝〉の血を引く斎宮家、および執政公爵家が統治を行なっている。東日本に比べると中央集権的で、古代の貴族政治が色濃くその姿を止めている。〈大地人〉の政治中枢はキョウであり、内裏から地方に管理を派遣し治めていた。
〈大災害〉をきっかけに現れた〈冒険者〉濡羽の提案を受け、〈冒険者〉の凶猛な武力を押さえ込むべく大幅な融和政策に方針を転換する。〈神聖皇国ウェストランデ〉の統治機構は〈Plant hwyaden〉の操り人形と化している、との噂もまことしやかに囁かれている。
現在では斎宮家の率いる神宮派、執政公爵家の率いる元老院派、〈Plant hwyaden〉執行部を中心とした皇剣軍派のバランスによって運営されている。
ミナミの街
第二のプレイヤー都市。〈神聖皇国ウェストランデ〉に存在する商業と伝統を色濃く残す都市。現実世界での位置は大阪に相当する。〈大災害〉後はミナミに住む〈冒険者〉は全員が単一のギルド〈Plant hwyaden〉に所属している。〈Plant hwyaden〉は「〈冒険者〉全員の平等」「現実帰還のためすべての力を結集する」といった目標を掲げ、多数のギルドをひとつにまとめ上げた。また、〈Plant hwyaden〉は〈神聖皇国ウェストランデ〉の上層と強いつながりを持っており同盟関係にある。
街の方向性は〈Plant hwyaden〉の幹部〈冒険者〉と有力な〈大地人〉で構成される〈十席会議〉という会議によって決定されている。治安と秩序は整然と保たれているが、街は活気に乏しく水面下の問題があることを窺わせる。最近は〈大地人〉の軍隊とも協調し盛んに勢力を広げている。
厳格な情報統制がなされており、他の都市からはミナミ内部の情報をほとんど窺い知ることはできない状況にある。
エッゾ帝国
北方の巨人族と絶え間ない戦いにさらされる北の軍事帝国。現実世界の北海道および青森に相当する範囲の地方名称。
人間の征服帝アル＝ラーディルが拓いた若い国家でレトロな機械帝国といったイメージが強い。強力な機械化兵士団を擁していたが、大半を巨人族に対抗するために辺境へ配置しており、〈大災害〉後にススキノが悪質な〈冒険者〉制圧される要因となっている。
広大な原野には無数のフィールドと手ごわいダンジョンが数多くあり、冒険の舞台としては人気だったが、〈大地人〉の生活の場としてはなかなかに厳しい場所である。 
ススキノの街
第三のプレイヤー都市。〈エッゾ帝国〉の首都で、現実の札幌の位置に存在。
エッゾにおける〈冒険者〉の拠点であり、同時に〈巨人族〉の侵攻を食い止めるための防衛基地としての性格も持つ城塞都市。また〈大地人〉統治の中心として周囲の開拓村を取りまとめる政治機能も有していたが、〈大災害〉の直後は武装して無法者と化した〈冒険者〉集団によって一時的な制圧状態にあった。その後、アキバからススキノへと本拠を移した大型戦闘系ギルド〈シルバーソード〉による鎮圧、そして治安維持活動が行われ、現在は平穏を取り戻しつつある。
現地民のあいだで以前から食されているエッゾ芋は〈冒険者〉にも人気があり、バター焼き、味噌汁などさまざまなメニューが生まれている。
フォーランド公爵領
もともとは〈ウェストランデ皇王朝〉公爵家の一つ、フォーランド公爵が治めていた領地で、〈フォーランド公爵領〉と呼ばれる。現実世界での四国に相当する範囲の地方名称。
かつては豊かな自然の恵みのもとに多くの人びとが暮らしていたが、〈第一の森羅変転〉とその後の騒乱のなかで善の種族はほとんど放逐されてしまった。300年前の群発騒乱により、フォーランド公爵家は滅亡、〈ウェストランデ皇王朝〉自体も滅んでしまったため、現在は支配者の居ないある種の無法地帯となっている。ただし、現在は〈ウェストランデ皇王朝〉の後継を自認したい〈神聖皇国ウェストランデ〉の政治的思惑により名称が保たれて、政治的空白地帯として続いてしまっている。
島全体が荒廃しており、かつて人間が生活していた痕跡は多少の遺跡を残すのみとなっている。〈冒険者〉の拠点も存在しないため、この地で活動する〈冒険者〉は多くない。僅かに残った遺跡の中でも、規模の大きな〈ロストブリッジ〉は比較的よく知られているが、他にもフォーランド北東部の港湾施設はほぼその形を保っている。
島に生息するモンスターは、みないわゆる日本の「妖怪」に似た風貌が設定されており、各エリア毎に異なる種族が勢力を伸ばしている。フォーランド島はその大半が山野に占められているが、北部を中心に幾つかの平野部があり、〈シアヌの廃墟〉をはじめとしてかつて善の種族が生活していた遺跡が多数残っている。これらの領域は〈黒狸族〉《ブラックラクーン》と呼ばれる人型モンスターが支配する領域となっており、いくつかの遺跡などは再利用すらされているようである。一方でそれ以外の険しい山々は、東部は「天狗」、西部は「牛頭」と称されるモンスターの領域となっていた。しかし〈大災害〉以降、突如島に現れた火山とともに、今までのどの種族とも異なる爬虫類や恐竜と称しても差し支えない外見のモンスターが生息範囲を急激に拡大している。フォーランド島の勢力図は急激に変化しつつあるが、大型モンスターの跋扈する魔境と化しており領内の詳細な情報を得る手段はほとんどない。
一方で空白地帯であるが故に「かつて巡礼の徒が歩いたとされる四十八聖地をすべて踏破することで得られる秘宝がある」「全く法則性もなく多様なモンスターが湧き続ける謎の地下迷宮が存在し奥には邪神が封じられている」「この地自体が巨大な幻獣の甲羅であり特定の条件下でそれと召喚契約が結べる」など様々な噂が絶えない。
〈大災害〉以降フォーランド島に関する情報収集は一段と困難になってしまったが、〈ノウアスフィアの開墾〉においてフォーランド島に関する要素が追加されたのではないかと、危険な島での情報収集に挑む〈冒険者〉たちも僅かながら存在するという。
ナインテイル自治領
現実世界の九州および山口県先端部に相当する範囲の地方名称。
広いフィールドは自然が豊かで北部を中心に古代国家が栄えていた。そのため魔法遺跡も多く、〈エルダー・テイル〉中期の名作拡張パック〈炎の贈り物〉では各種ダンジョンを巡り、オーク族との激しい攻防戦が繰り広げられた地域でもある。
ナインテイル伯爵の血を引く九つの商家により自治をされている地域だが、その統治は海上輸送や大陸との貿易に比重を置いており、政治的には〈神聖皇国ウェストランデ〉の影響が強い。 長く海上輸送や大陸との貿易によって栄えた背景から、新しい物事を積極的に取り入れる気風がある。このため〈大災害〉以降、〈大地人〉が積極的に〈冒険者〉に働きかけ、契約して護衛や顧問として囲い込むという他地域にはない動きが見られた。
〈大災害〉後はしばらくのあいだ暗中模索の日々を送っていたが、プレイヤータウンであるナカスの街は、近頃、電撃的に現われた〈Plant hwyaden〉により統一を宣言され、事実上の制圧を受けている。このためナカスの人口は激減、多くの〈冒険者〉は〈Plant hwyaden〉に組み込まれミナミに移住することとなった。だが九大商家との利害が一致した一部の〈冒険者〉たちは、監視の眼を逃れて付近に潜伏中だと言われる。ナカスを支配する〈Plant hwyaden〉に対し、〈ナインテイル自治領〉は面従腹背の姿勢をとっている。
ナカスの街
第四のプレイヤー都市。〈ナインテイル自治領〉に存在する都市で、現実対応で云えば福岡の位置に存在する。
アキバやミナミのように自治を牽引する巨大ギルドも存在せず、またススキノのように際立った治安悪化もなかったナカスの〈冒険者〉たちは、〈大災害〉後の混乱を長く引きずっていた。その混乱を狙うように、ミナミの単一巨大ギルド〈Plant hwyaden〉が介入、ナカスの〈冒険者〉に対する勧誘活動を強力に推し進めたことで、街の〈冒険者〉はほとんどが〈Plant hwyaden〉に所属することになった。
現在のナカスはミナミ同様〈Plant hwyaden〉の支配下。多くのナカスの〈冒険者〉はミナミへと移住、現在のナカスはミナミから派遣された〈Plant hwyaden〉メンバーが自治を行っているが、一部の〈冒険者〉は〈Plant hwyaden〉の強引な併合のやり方をよしとせず、ナカスの街を奪還すべく付近に潜伏しているという。レジスタンスを組織して抵抗活動を行なっているが、これまで目立った成果を上げることはできていない。

### ギルドなど
円卓会議
互助系代表ギルド
記録の地平線（ログ・ホライズン）
設立当初はシロエ、直継、にゃん太、アカツキの4名。その後トウヤ、ミノリ、五十鈴、ルンデルハウスの初心者を加えて8名、さらに『供贄の黄金』にて、てとらが加入したがいまだ9名の零細ギルド。〈大災害〉以降に発足したギルドだが、マスターのシロエは〈円卓会議〉の発起人でもあり、アキバの街の中でも重要なポジションにある。互助系ギルドに分類される。
通常この規模のギルドであればギルド会館でギルドホールを借りるのが一般的であるが、ギルド本部としてアキバの街の外れにある6階建てビルを購入し、海洋機構に依頼して改装した。このビルは中心を地下から生えた古代樹が貫いており、本来あったエレベーターホールも階段もそれが潰してしまっているために格安で購入できた。
新生円卓会議には引き続き参加する。
三日月同盟
「興味があるならやってみよう」がモットーの中小ギルドで、回復職や護衛役の派遣、小規模なアイテムの生産、初心者のバックアップをメインに活動している互助系ギルド。〈円卓会議〉参加ギルドの一つ。マスターはマリエール。マリエールが「おうち」と称するほどアットホームな雰囲気のギルド。〈大災害〉時、19名がログインしていた。大災害後にセコンドやアシュリンなど、ギルドメンバーの知人や身内、偶々知り合った新人などが加わって24名、〈ハーメルン〉から救出した新人30余名の内、19名を受け入れたことで40名を超え、10月には61名まで増えた。
90レベルに達しているのはマスターのマリエール、会計のヘンリエッタ、戦闘班の小竜、飛燕の4人だけ。
新生円卓会議には引き続き参加する。
軽食販売クレセントムーン
シロエ発案による円卓会議設立の前段階として、〈大災害〉以降停滞していたアキバ全体の経済を活性化せんと開店した。「味のある食事」を売り出し、それを手に入れるために冒険者たちがフィールドに狩りに出ることを目的としている。値段設定は高めなうえ、店舗自体も小規模なものだったが、プレイヤーにとって「大災害」以降初めて味わう「味のあるメニュー」は大繁盛した。劇中では語られていないため正確な時期は不明だが、<円卓会議>発足の後に閉店しており、天秤祭に出店する際には「復活開店」と言われている。

アキバ戦闘系ギルド
西風の旅団
公称120名（実質64名）の新興団体ながら一線で活躍する戦闘系ギルド。マスターであるソウジロウが何かにつけて女性にモテるハーレム体質であり、そのために女性比率が極めて高い。〈円卓会議〉参加ギルドの一つ。
新生円卓会議には引き続き参加する。
D.D.D
総数1500名を越える日本サーバー最大の戦闘系ギルド。マスターはクラスティ。その層の厚さから大規模戦闘の最大構成数96名の「大隊（レギオンレイド）」指揮統括経験が豊富で、新人育成にも力を入れている。〈円卓会議〉参加ギルドの一つ。
もともと「冒険者たちが交流するための場として立ち上げた組織が大規模戦闘を制したら面白いだろう」というクラスティの思いつきによって立ち上げられたため。メンバーの交流は主に外部サイトやボイスチャットで行われていた。また、クラスティ発案の人材配置システムなどで組織がある程度安定してからは「部門ごとに勝手に活動して結果を出す」という自律的な組織構築にクラスティの興味が移っていたらしい。〈円卓会議〉成立後はその方向性が加速したために、クラスティはギルドマスターでありながら組織運営にあまり関与する必要がなくなっている。
『供贄の黄金』でゴブリン討伐のため出征したクラスティが行方不明となってから3か月近くの間に、不安に駆られたメンバーの一部が脱退しはじめている。
後に、円卓会議崩壊時に現状での維持は困難と判断しギルドを解散。規模を縮小・部門ごとに独立化させてギルド連合とした。
D3-Hub
D.D.D.解散後、基部を縮小及び部門ごとに独立させたものの一つ。Hub（ハブ）と言う名の通り、その独立化させたギルドの中心となる。
黒剣騎士団
構成員約180名と人数は少ないが、エリート主義で知られ、日本サーバーの大規模戦闘において最前線に立つ戦闘系ギルド。マスターはアイザック。とある大規模戦闘で、幻想級装備「苦鳴を紡ぐもの（ソード・オブ・ペインブラック）」をアイザックが手に入れたためギルド名を改名した過去を持つ。〈円卓会議〉参加ギルドの一つ。
少数精鋭を旨としており、入団条件は85レベル以上。「足手まといはいらねえぜ！」「ガンガンいこうぜ！」という方針からかギルド内は男性比率が高く〈大災害〉以降は数少ない女性メンバーの多くがギルドから離脱してしまい、数名のみ残った女性メンバーを除く、むさくるしい「漢パラダイス状態」となっている。ほか、メンバーはそれぞれが独自に部屋や住処を確保しているため、ギルドホールは「倉庫兼溜まり場」といった扱い。
アイザックがイセルスの後見人になる件もあり、円卓崩壊時に拠点をマイハマに移した。新生円卓会議には引き続き参加する。
ホネスティ
マスターはアインス。構成員約750人と〈D.D.D〉に次ぐメンバー数を誇る戦闘系ギルドだが、単純な戦闘ギルドではなく、攻略資料の編纂を目的とし「情報を集めるために戦闘も行う」という形態。レイドやクエストに限らず、素材アイテムの分布情報などにも詳しい。〈円卓会議〉参加ギルドの一つ。
〈円卓会議〉設立後は率先して〈妖精の輪〉を探索し情報収集を行なっている。アニメでは会議内の発言力を高めるべく新規メンバー受け入れを進め、総数は1200人を超えたが大半は自分から特に行動を起こすことのない「望郷派（後述）」が主で、ギルドの庇護だけを目当てに加入している。これに関しては古参の幹部からも批判されている。最近ではそのことと、シロエの行動に不信感を抱きアインスの〈円卓会議〉への脱退を望む者との言い争いにより、ギルドマスターとギルド活動を行う幹部のメンバーでの亀裂が次第に大きくなっている。

アキバ3大生産系ギルドと中小ギルド
海洋機構
構成員約2500人を誇るアキバ最大の生産系ギルド。マスターはミチタカ。生産職が素材を融通しあうことから始まった、商売人というよりは職人の集団で、「出来上がった品物を売っている」という形態。円卓会議成立後は5000人まで増えていて、現実世界の技術導入を進めている。
現在はアキバ市内の瓦礫を撤去し、廃墟をリフォームして住環境の向上を目指している。〈円卓会議〉参加ギルドの一つ。
新生円卓会議には引き続き参加する。
ロデリック商会
構成員約1,800名。アキバ第2位の生産系。マスターはロデリック。各種スキルやアイテムレシピの収集と研究を進める研究所のような形態で、分野を問わず、「研究すること」が好きな連中の集まりで別名「ロデ研」とも呼ばれ、大学の研究室のようなギルドとなっている。円卓会議成立後は1,900人まで増えた。
現在はセルデシア世界の再調査を含めた研究を行なっているほか、メンバーにはリアルでも学生や研究者だった者も多く、数多くの趣味人的な（悪く言えば「変態的」な）新技術を生み出している。〈円卓会議〉参加ギルドの一つ。
新生円卓会議には引き続き参加する。
第8商店街
構成員約700名。アキバ第3位の生産系ギルド。マスターはカラシン。本来はゲーム時代にボイスチャットによるおしゃべりから商売に移行したギルドで、マーケット委託業務などの流通を中心に活動している。後に、新生円卓会議樹立の際「第八通商網」と改名（アニメ第3シーズン5話）。
名前はゲーム時代のエルダー・テイルが一番賑わう時間帯「午後8時」から。〈円卓会議〉参加ギルドの一つ。
新生円卓会議には引き続き参加する。
グランデール
中小生産系ギルド。構成員約30名。マスターはウッドストック=W。〈円卓会議〉参加ギルドの一つ。上述の大ギルドほどの規模はないが、三日月同盟やRADIOマーケットと共に、中小ギルドやギルド無所属の意見を円卓会議に反映するため、円卓会議に召集された。
RADIOマーケット
中小生産系ギルド。構成員約20名。マスターは茜屋=一文字の介。〈円卓会議〉参加ギルドの一つ。三日月同盟やグランデールと同様の経緯で円卓会議に召集された。
新生円卓会議には引き続き参加する。

円卓会議以外のギルド
シルバーソード
構成員約220名。マスターはウィリアム=マサチューセッツ。〈D・D・D〉、〈黒剣騎士団〉などと並ぶ最強ギルドであり、アキバに本拠地を置いていたが、大規模戦闘（レイド）を主な活動とするため、〈円卓会議〉には不参加を表明した。〈会議〉設立後アキバから抜け、ススキノへ遠征した後に本拠地を移した。ススキノでは〈ブリガンティア〉などの無法者を許さず、治安を安定させ大地人から信頼を受ける。レイドを繰り返した結果、数か月の間に数多の「死」を経験し幾度も過去回想をしたことで心折られて一線を退く者が続出。その者たちはギルドメンバーとしては所属しているものの、高レベルの大規模戦闘（フルレイド・24名）への参加を行わないため実質的な人数が足りず、開店休業状態となっていた。なお、レイドを繰り返したことでトップメンバーの多くはレベル95前後になっている。
アキバとススキノをトランスポートゲートで往復しつつ、新生円卓会議には参加する。
にゃんこ亭
TRPGリプレイに登場。マテル島で〈大災害〉に巻き込まれた4人の冒険者（セイネ、ウルフ、ヘッジホッグ・AK、マスダさん）が、その4ヶ月後にアキバで設立した。ギルドハウスは〈ロデリック商会〉の空き倉庫を借りたもので、1階はAKが作った大量の山羊スライムのぬいぐるみで埋め尽くされている。設立にあたって〈円卓会議〉の幹部を含む多くの招待客を呼んでパーティーを開いており、この時に振舞った料理が好評だったことから「すごい料理を作るギルド」として注目されている模様。疫毒事件の際には〈黒剣騎士団〉と共に行動し、元凶のシスラウを倒して事態の収束に大きく貢献したことから、アイザックからは高く評価されている。
太陽の軌跡（サン・ロード）
『ログ・ホライズン 外伝 櫛八玉、がんばる！』に登場。ギルドマスターは櫛八玉。拠点はテンプルサイドの街にある櫛八玉所有の屋敷で、偶然合流した親友ヤエザクラ（通称・ヤエ）とその彼氏であるユウタと、大災害時テンプルサイドに残留したレベル30未満の初心者たちの約半数が在籍。その中にはクエストのため初心者を引率していた〈グランデール〉や〈D.D.D〉の中堅メンバーがいたため、元〈D.D.D〉幹部である櫛八玉本人と彼らを介しての繋がりでアキバとも連携している。
ドレッド・パック
アニメ版でシロエたちにPKを仕掛けたメンバーが所属するギルド。PKチームリーダーのスマッシュを含めて4名はアニメ版で名前が付き、良くも悪くもアキバの一般冒険者の現在を表す、狂言回し的な役回りとなっている。
アニメ第1期1話から登場し、大災害当初は混乱して追い詰められ、テンパった状況からアキバ郊外でPK行為を行なっていた（ミノリとトウヤも彼らの襲撃を受けていた）が2話でシロエたちを襲撃して撃退された。撃退後は地道に狩りに出るようになるが、大手ギルドによる狩り場の専横には逆らえずアキバの街でふてくされていた。円卓会議成立後の宴でギルドメンバー同士で食事の争奪戦を行い、11話ではラーメン屋のような食事処を営んでいるところが描かれている。21話では釣り具屋を開く。23話の〈天秤祭〉ではフィギュアショップを開業していた。また、ミノリやトウヤに土下座する場面がある。
アニメ第2期ではアキバで催されるイベント実行委員や日々の暮らしに頑張っている。第3話では、クリスマスを目前にチキンを売っていたが、仲間たちと共にクリスマスを過ごせることに感激していた。
アニメ版第3シーズンはリコピンがログリーブにより行方不明になる物の、アキバ総選挙の選挙実行委員会の一員としてスマッシュとカツオ丸が登場している。

PKギルド
ハーメルン
初心者を利用してアイテムを稼ぐ悪徳ギルド。マスターは黄昏の探究者（アニメにて名前のみ登場）。〈大災害〉で途方に暮れていた初心者を囲い込み、初心者限定で支給されるEXPポット（後述）を戦闘系ギルドに売り捌いていた。初心者を勧誘する際には2〜3人単位で誘い、1人をギルドホールに閉じ込めて人質代わりにして扱き使った。〈記録の地平線〉と〈三日月同盟〉による初心者救出作戦の後、シロエのギルドホール買収によってその権限の全ての凍結と〈円卓会議〉設立でそれまで行なっていた行為のことごとくが禁止され、解散し秋葉原から追放された。
ブリガンティア
アキバやミナミから放逐された悪評の高いプレイヤーが集まって作られた、デミクァスがリーダーのギルド。ゲーム時代からその評判は良くなかったが、大災害以降、本物の野盗集団同然となる。ススキノを拠点とし、PKは当たり前で脅迫行為などでほかの冒険者から金品を巻き上げるだけでなく、「大地人」の人身売買やセララたち女性の冒険者にも暴力をふるうなどしていた。セララを迎えに来たシロエたちとセララをかくまっていたにゃん太に一度懲らしめられるものの、それからも悪事を続けていた。だが、No.2のロンダーグが〈Plant hwyaden〉に引き抜かれ、遠征してきた〈シルバーソード〉にもその無法を咎められて叩きのめされたため、ケチの付いたギルドに愛想を尽かしたメンバーの大半が脱退してしまい、今では消滅した模様。ギルマスだったデミクァスも現在はシルバーソードと行動を共にしている（ただし所属しているかどうかは不明）。

　その他のギルド
Plant hwyaden
ミナミを治める実体不明の巨大ギルド｡ギルドマスターは“西の納言”濡羽｡ギルドの本拠地は、ミナミの街から東方8キロメートルほど離れたイコマにある斎宮家の元別邸。〈大災害〉後の混乱期に､〈大地人〉勢力を利用することで治安の改善を果たし､立ち上げられたギルド｡西の誇る強者や古参が多数所属している｡ミナミの施政を預かる十人の席将達による〈十席会議〉が存在する。ミナミ全ての〈冒険者〉が所属しており、総人数は約12000人(9月時点)。
(表向きな)自治方針は『単一ギルドによるギルド間差別のない街』､『現実世界帰還のための勢力集結』など。完全平等を謳った組織ではあるが、その内情は派閥が乱立している。〈Plant hwyaden〉所属の〈冒険者〉とミナミ在住の〈大地人〉に対してランク分けしたギルドパスを発行しており、所持者はそのランクに応じた飲食店や宿舎を完全無料で利用することができる。
つづりはウェールズ語で｢醜いアヒルの子｣を意味すると思われる｡
十席会議
ミナミの施政を預かるメンバーによる会議。通称「席将」。〈Plant hwyaden〉の中心メンバーで構成され、席次が一席に近付くほど上の段ほど地位が高い。会議を行う部屋はゆるやかな階段のような形状になっており、低い踊り場の連続といった趣の部屋。それぞれの段は十人の席将達によって思い思いの場所が作られている。

　その他の組織
供贄一族
特定の勢力に与しない「大地人」集団。各タウンにはプレイヤーの活動拠点としてギルドの設立登録、入会・脱退の手続き、ギルドホール賃貸や銀行業務、宅配サービスや公開市場サービスを行う「ギルド会館」、市内での戦闘行為を禁じる衛兵システム、死亡したプレイヤーが復活する「大神殿」、都市間を結ぶ「トランスポート・ゲート」が存在する。プレイヤータウンを含めた大規模な都市には魔法装置による結界が張られており、衛視システムなどと連動している。前述の各種サービスも含めて「供贄一族」によって管理されている。
放蕩者の茶会（デボーチェリ・ティーパーティー）
かつて存在したプレイヤー集団。リーダーはカナミ。全盛期は27名が在籍。ギルドという形をとらず、数多くの大規模戦闘（レイド）を征した伝説的集団。大災害時にログインしていた元メンバーはシロエ、直継、にゃん太、ソウジロウ=セタ、ナズナ、KR、カズ彦、秧鶏、カナミ。
望郷派（オデッセイア）
円卓会議や〈Plant hwyaden〉などの勢力を問わず、潜在的に存在する派閥。メンバーは現実世界に家族を残していたり、〈大災害〉に巻き込まれたことを未だ受け入れられない者たちで「現実世界への帰還」を願っているが、後述のオデッセイア騎士団やロンダークのように大地人に雇われるなど自身の行為によって及ぼされる事態に頓着せず活動する者、または狩りや生産、なんらかの活動を行うでもなく無気力に日々を過ごす者が存在する。
一部の集団は「充分な回数死亡すればいい」など、その方法論が極論になりつつあり、死亡中の過去回想の中であれば現実の会いたい相手に会えると考える者もいる。「オデッセイア騎士団」と呼ばれ、移動式の大神殿として機能するアイテムを使い、必要なだけの死と復活を果たすことができる戦闘を求めて各地を巡っている。

### 装備・アイテム
戦闘はもとより、各種生活活動その他をサポートする品物。戦闘装備に関しては10レベル毎の使用適性があり、レベルが上がると入れ替えが必要なほか、耐久度が低下し、0になると壊れるため、生産職によるメンテナンスも必要。製作・メンテナンスを行うには素材となるアイテムを揃えてコマンドメニューによる操作を行うと10秒ほどで完成する。
ゲーム時代にはタイアップ企業とのキャンペーンで限定のアイテムが配布されることもあった。大半がジョークアイテムだったが、中には〈外観再決定ポーション〉など、「大災害」以降には価値が急上昇している物も存在する。
「大災害」以降は、ゲーム上のスキルやレシピに頼らずに素材アイテムから、手作業でアイテムを作成できる。ゲーム時代には存在しなかった類の日用品をはじめ、新しい効果を発揮する物なども存在する。とくに、ゲーム上のアイテムとしての料理には味がないが、普通に調理した料理には味がある。
料理スキルがないと、少しでも複雑な調理になると強制的に失敗させられるなど、職業スキルやレベルで作成可能なアイテムを制限するルールはゲームと同様にある。1巻では、この条件に気づかなかったために、味のない料理しか食べることができず冒険者が荒れる要因になっていた。2巻で、シロエは経済の活性化による治安の回復を意図してこのルールを周知させる。アイテム作成の秘密を知ったアキバの冒険者たちは、味のある料理だけでなく、蒸気機関などこの世界になかったアイテムを作り出していく。

## 既刊一覧

### 小説

#### 本編
- 橙乃ままれ（著）・ハラカズヒロ（イラスト） 『ログ・ホライズン』 エンターブレイン→KADOKAWA、既刊11巻（2018年3月30日現在）
  - 『ログ・ホライズン1 異世界のはじまり』、2011年4月12日初版発行（3月31日発売[34]）、ISBN 978-4-04-727145-6
  - 『ログ・ホライズン2 キャメロットの騎士たち』、2011年6月10日初版発行（5月30日発売[35]）、ISBN 978-4-04-727298-9
  - 『ログ・ホライズン3 ゲームの終わり【上】』、2011年9月12日初版発行（8月31日発売[36]）、ISBN 978-4-04-727413-6
  - 『ログ・ホライズン4 ゲームの終わり【下】』、2011年10月12日初版発行（9月30日発売[37]）、ISBN 978-4-04-727543-0
  - 『ログ・ホライズン5 アキバの街の日曜日』、2011年12月12日初版発行（11月30日発売[38]）、ISBN 978-4-04-727669-7
  - 『ログ・ホライズン6 夜明けの迷い子』、2013年4月14日初版発行（3月30日発売[39]）、ISBN 978-4-04-728235-3
  - 『ログ・ホライズン7 供贄の黄金』、2014年1月2日初版発行（2013年12月20日発売[40]）、ISBN 978-4-04-729175-1
    - ドラマCD付特装版：同日発売[41]、ISBN 978-4-04-729176-8

  - 『ログ・ホライズン8 雲雀（ひばり）たちの羽ばたき』、2014年10月10日初版発行（9月29日発売[42]）、ISBN 978-4-04-729926-9
    - ドラマCD付特装版：同日発売[43]、ISBN 978-4-04-729927-6

  - 『ログ・ホライズン9 カナミ、ゴー！イースト！』、2015年4月8日初版発行（3月27日発売[44]）、ISBN 978-4-04-730190-0
  - 『ログ・ホライズン10 ノウアスフィアの開墾』、2015年10月9日初版発行（9月30日発売[45]）、ISBN 978-4-04-730674-5
  - 『ログ・ホライズン11 クラスティ、タイクーン・ロード』、2018年3月30日発売[46]、ISBN 978-4-04-727230-9

#### 外伝
- 橙乃ままれ（著）・平沢下戸（イラスト）、KADOKAWA、既刊2巻（2021年1月13日現在）
  - 『ログ・ホライズン 外伝 櫛八玉、がんばる！』、2015年10月9日初版発行（9月30日発売[47]）、ISBN 978-4-04-730659-2
  - 『ログ・ホライズン 外伝 新たなる冒険の大地』、2021年1月13日発売[48]、ISBN 978-4-04-735304-6

### 関連書籍
- 橙乃ままれ（原作）・ハラカズヒロ（著） 『ログ・ホライズン ハラカズヒロ画集 ドラマCD付特装版』 KADOKAWA、2021年3月3日発売[49]、ISBN 978-4-04-736470-7

## メディア展開

### 漫画

#### ログ・ホライズン（漫画版）
エンターブレインのウェブコミック配信サイト『ファミ通コミッククリア』において2012年5月18日より連載開始。第10話が掲載された後、更新停止により連載休止中。
- 橙乃ままれ（原作）・ハラカズヒロ（作画）・桝田省治（監修） 『ログ・ホライズン』 エンターブレイン〈ファミ通クリアコミックス〉、2013年2月15日発売[50]、ISBN 978-4-04-728718-1

#### ログ・ホライズン外伝 Honey Moon Logs
アスキー・メディアワークス『月刊コミック電撃大王』2012年3月号から2014年8月号まで連載。マリエールとヘンリエッタを主人公に、「三日月同盟」の視点から描かれる外伝作品となっている。
- 橙乃ままれ（原作）・ハラカズヒロ（キャラクターデザイン）・松モトヤ（キャラクターデザイン） 『ログ・ホライズン外伝 Honey Moon Logs』 アスキー・メディアワークス→KADOKAWA〈電撃コミックス〉、全4巻
  1. 2013年2月27日発売[51]、ISBN 978-4-04-891353-9
  2. 2013年2月27日発売[52]、ISBN 978-4-04-891354-6
  3. 2013年9月27日発売[53]、ISBN 978-4-04-891938-8
  4. 2014年8月27日発売[54]、ISBN 978-4-04-866701-2

#### ログ・ホライズン 〜西風の旅団〜
デジタルコミック誌『エイジプレミアム』にて2012年8月号（Vol.12）より連載開始。同誌の休刊に伴い『月刊ドラゴンエイジ』に移籍し2015年8月号より2018年4月号まで連載。ソウジロウが率いる「西風の旅団」からの視点で、「大災害」が語られる。
- 橙乃ままれ（原作）・ハラカズヒロ（キャラクター原案）・こゆき（作画） 『ログ・ホライズン 〜西風の旅団〜』 富士見書房→KADOKAWA〈ドラゴンコミックスエイジ〉、全11巻
  1. 2013年2月7日発売[55]、ISBN 978-4-04-712853-8
  2. 2013年9月9日発売[56]、ISBN 978-4-04-712896-5
  3. 2014年3月8日発売[57]、ISBN 978-4-04-070049-6
  4. 2014年10月9日発売[58]、ISBN 978-4-04-070354-1
  5. 2015年3月9日発売[59]、ISBN 978-4-04-070507-1
  6. 2015年10月9日発売[60]、ISBN 978-4-04-070723-5
  7. 2016年4月9日発売[61]、ISBN 978-4-04-070859-1
  8. 2016年10月8日発売[62]、ISBN 978-4-04-072054-8
  9. 2017年5月9日発売[63]、ISBN 978-4-04-072283-2
  10. 2017年11月9日発売[64]、ISBN 978-4-04-072495-9
  11. 2018年5月9日発売[65]、ISBN 978-4-04-072705-9

#### ログ・ホライズン にゃん太班長・幸せのレシピ
エンターブレインのウェブコミックサイト『エアレイド』において2012年12月21日より連載開始。『エアレイド』と『comic B's-LOG キュン!』の統合によりリニューアルされた雑誌『B's-LOG COMIC』で2013年2月1日発売のvol.1より連載開始。同誌Vol.63まで連載。にゃん太を主人公とする外伝作品。
- 橙乃ままれ（原作）・ハラカズヒロ（キャラクター原案）・草中（作画） 『ログ・ホライズン にゃん太班長・幸せのレシピ』 エンターブレイン→KADOKAWA〈ビーズログコミックス〉、全6巻

1. 2013年8月31日発売[66]、ISBN 978-4-04-729072-3
2. 2014年9月1日発売[67]、ISBN 978-4-04-729894-1
3. 2015年8月1日発売[68]、ISBN 978-4-04-730600-4
4. 2016年7月1日発売[69]、ISBN 978-4-04-734165-4
5. 2017年6月1日発売[70]、ISBN 978-4-04-734641-3
6. 2018年3月31日発売[71]、ISBN 978-4-04-735060-1

#### ログ・ホライズン カナミ、ゴー！ イースト！
『B's-LOG COMIC』にて2015年10月1日発売のvol.33より2016年12月1日発売のvol.47まで連載。原作9巻のコミカライズ。
- 橙乃ままれ（原作）・ハラカズヒロ（キャラクター原案）・コウ（作画） 『ログ・ホライズン カナミ、ゴー！ イースト！』 KADOKAWA〈ビーズログコミックス〉、全2巻
  1. 2016年6月1日発売[72]、ISBN 978-4-04-734070-1
  2. 2016年12月31日発売[73]、ISBN 978-4-04-734395-5

#### ログ・ホライズン 4コマアンソロジー
- 橙乃ままれ（原作）・ハラカズヒロ（キャラクター原案） 『ログ・ホライズン 4コマアンソロジー』 KADOKAWA〈ビーズログコミックス〉、2015年2月28日発売[74]、ISBN 978-4-04-730212-9

### テレビアニメ
テレビアニメ第1期は2013年10月から2014年3月まで、同第2期は2014年10月から2015年3月まで、同第3期は『ログ・ホライズン 円卓崩壊』のタイトルで2021年1月から3月までそれぞれ放送された。

### ゲーム

#### ブラウザゲーム
ログ・ホライズン 新たなる冒険の大地
ジャンルはRPG。ソーシャルゲーム。2015年3月19日にGREE、2016年10月12日にmobage、2016年10月19日にdゲーム、2018年12月13日にYahoo!モバゲーにて配信。AZITO運営。2021年5月31日サービス終了。

#### スマートフォンゲーム
ログ・ホライズン ～脱出、夢見の石板～
脱出ゲームアプリ。2020年12月8日からAZITOより配信された。サービス終了済み

#### 出演作品
嫁コレ
ボイス付きカードコレクションゲーム。2014年3月11日にシロエとアカツキが配信。NECビッグローブ（現在はHEROZ）開発。2016年8月31日サービス終了。

### オーディオドラマ
テレビアニメにも登場するキャラクターは、同一キャストが起用されている。

#### ドラマCD
他商品の特典として製作されたもので、単体での発売はない。原作（特装版）の特典は、独自の巻数が付けられている。Blu-ray / DVD（初回限定盤）の特典は、本体のケース内に同梱され、独自の巻数は付けられていない。
原作（特装版）の特典
1. 「安住の地を求めて」・「黒剣VS狂戦士」 - 原作第7巻
2. 「レイネシアの優雅なる一日」・「ガールズトーク・妄想編」・「銀の弓VS黒の剣」・「ゴー！イースト」 - 原作第8巻

Blu-ray / DVD（初回限定盤）の特典
- 「戦慄のカップルイベント！」 - 第1シリーズ第2巻
- 「直継さんの探しもの」 - 第1シリーズ第4巻
- 「消えたレイネシア」 - 第1シリーズ第6巻
- 「3・14 真っ白な1日」 - 第2シリーズ第3巻

- 「おねえさんといっしょ」 - 第2シリーズ第6巻

ログ・ホライズン　ハラカズヒロ画集（特装版）の特典
- 「腹ぐろ眼鏡の腹のくくり方　～シロエはいつ決めたのか？～」
- 「リトカとレリアのはじめてのおつかい！」

#### PC配信
- 「宵闇の姫と冒険者・前編 小さな島の〈大災害〉」 - 2015年3月27日より9月27日まで特設サイトにて配信
- 「宵闇の姫と冒険者・後編 古城の死闘」 - 2015年4月30日より10月31日まで特設サイトにて配信

### テーブルトークRPG
セルデシアで冒険者として活躍することに主眼を置いたテーブルトークRPG。原作者が制作指揮を行った。原作で多用されていた、MMORPGに関する知識は重視されない。複雑なロールプレイを避けるため、冒険者は「エルダー・テイル」のプレイヤーとしてではなく、異世界に迷い込んだ現代人そのものを演じることが推奨されている。このTRPGのルールには、シナリオの難易度調整のサポート、原作の特徴となっているMMORPGのヘイト概念、などの要素がある。プレイヤーキャラクターのレベルはロールプレイ用のフレーバー要素として自由に設定でき、TRPGゲーム上の能力、強さには影響しない。2014年5月2日にルールブックを発売。2018年3月20日に拡張ルールブックを発売。

#### リプレイ集
イラストは尾崎智美が担当。第3巻には本編の後日談のシナリオが収録され、真の結末を読者の手で完成させられるようになっている。2015年、第1巻がPC配信限定でオーディオドラマ化された。
1. 宵闇の姫と冒険者（2014年4月11日刊行、ISBN 978-4-04-729360-1）
2. ごちそうキッチンと病の典災（2014年10月10日刊行、ISBN 978-4-04-729929-0）
3. 山羊スラ戦車と終わらない旅 上（2015年4月8日刊行、ISBN 978-4-04-730267-9）
4. 山羊スラ戦車と終わらない旅 下（2015年5月11日刊行 ISBN 978-4-04-730425-3）

セッション参加者
- ゲームマスター - 橙乃ままれ
- セイネ - 綾里けいし
- マスダさん - 芝村裕吏
- ヘッジホッグ・AK - 丸山くがね
- ウルフ - むらさきゆきや